# Plongée en apnée
Pour les articles homonymes, voir Apnée (homonymie).
Cet article concerne l'Apnée (le sport). Pour l'aspect médical, voir Apnée.

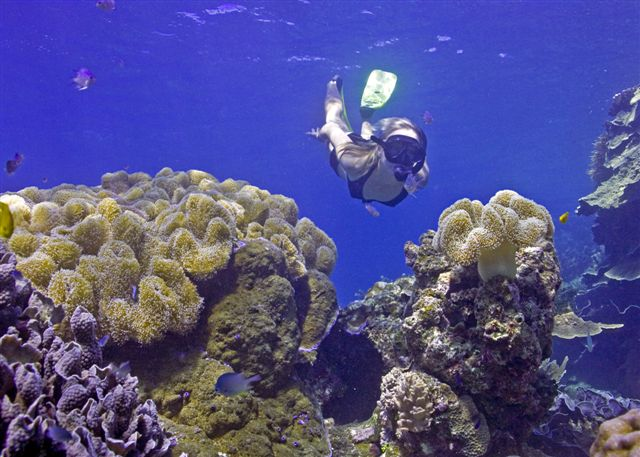
Randonneuse subaquatique munie d'un tuba pratiquant la plongée en apnée sur la Grande Barrière de corail.

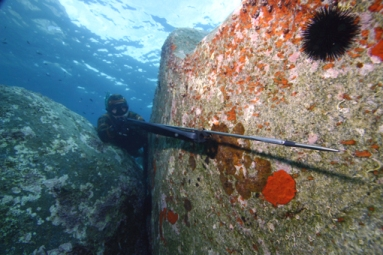
Pêcheur sous-marin en apnée en Italie.

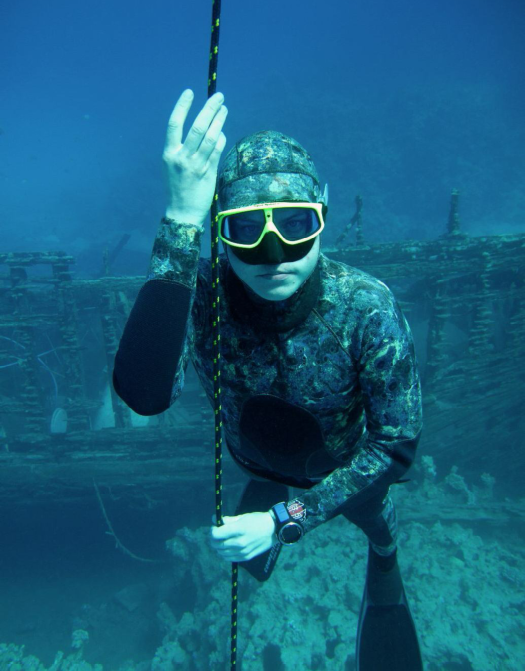
Plongée sur épave en apnée à Marsa Alam.

La plongée en apnée ou plongée libre est une forme de plongée sous-marine où l'on pratique l'interruption volontaire de la ventilation pulmonaire, contrairement à la plongée en scaphandre autonome, dans laquelle le pratiquant respire un gaz sous pression stocké dans des bouteilles de plongée. La plongée en apnée est la forme de plongée utilisée naturellement par les mammifères, qui partagent, à des degrés divers, le même réflexe d'immersion. Elle est, de ce fait, la plus anciennement utilisée par l'homme et peut être pratiquée en plongée loisir, en compétition ou être une partie intégrante du mode de vie de certains peuples autochtones.
En compétition, l'apnée sportive fait partie des sports extrêmes en raison des risques inhérents à la recherche de la performance, notamment le risque de syncope hypoxique. Elle se divise en quatre grandes catégories : l'apnée statique, l'apnée dynamique et les pratiques en profondeur que sont l'apnée en poids constant et l'apnée en poids variable. Le record officiel de durée (apnée statique) est détenu par le Français Stéphane Mifsud : 11 minutes et 35 secondes, tandis que l'Autrichien Herbert Nitsch et le Polonais Mateusz Malina détiennent respectivement les records de profondeur avec 214 m (apnée en poids variable no limit) et de distance parcourue avec 321,43 m (apnée dynamique avec monopalme). Les records de la discipline-phare, l'apnée en poids constant, sont détenus par le Néo-Zélandais William Trubridge avec 102 m sans palme, le Français Arnaud Jerald avec 126 m en bi-palmes et le Russe Alexey Molchanov avec 133 m en immersion libre et 136 m en monopalme.
En plongée loisir, d'autres motivations s'ajoutent à celle de la pratique sportive et expliquent l'importante augmentation du nombre d'apnéistes depuis le début des années 2010, y compris en piscine. La relaxation et la gestion du stress sont ainsi mises en avant et la pratique de l'apnée est régulièrement qualifiée de « nouveau yoga ». En milieu naturel, la plongée en apnée de loisir est surtout liée à l'observation de la faune, de la flore, de la géologie de sites ou à la visite d'épaves. Les pratiquants de la plongée libre de loisir évoluent plus couramment entre la surface et 30 mètres de profondeur en alternance avec l'utilisation d'un tuba une fois en surface. La pratique peut se faire en mer, dans les lacs, rivières, anciennes gravières, cénotes, grottes marines ou sous glace. Elle peut également se combiner à d'autres activités subaquatiques telles que la photographie sous-marine, la pêche sous-marine, la vidéo sous-marine, la nage avec palmes ou le tir sur cible subaquatique.

## Étymologie
La pratique est appelée plongée libre, plongée en apnée ou simplement apnée notamment lorsque l'on fait référence à la pratique sportive. Le terme apnée provient du grec ancien apnoia et dérive de πνέω / pnéo, qui renvoie à l'actions de respirer, précédé du préfixe privatif a-, soit littéralement « absence de respiration ».

## Historique

### Préhistoire

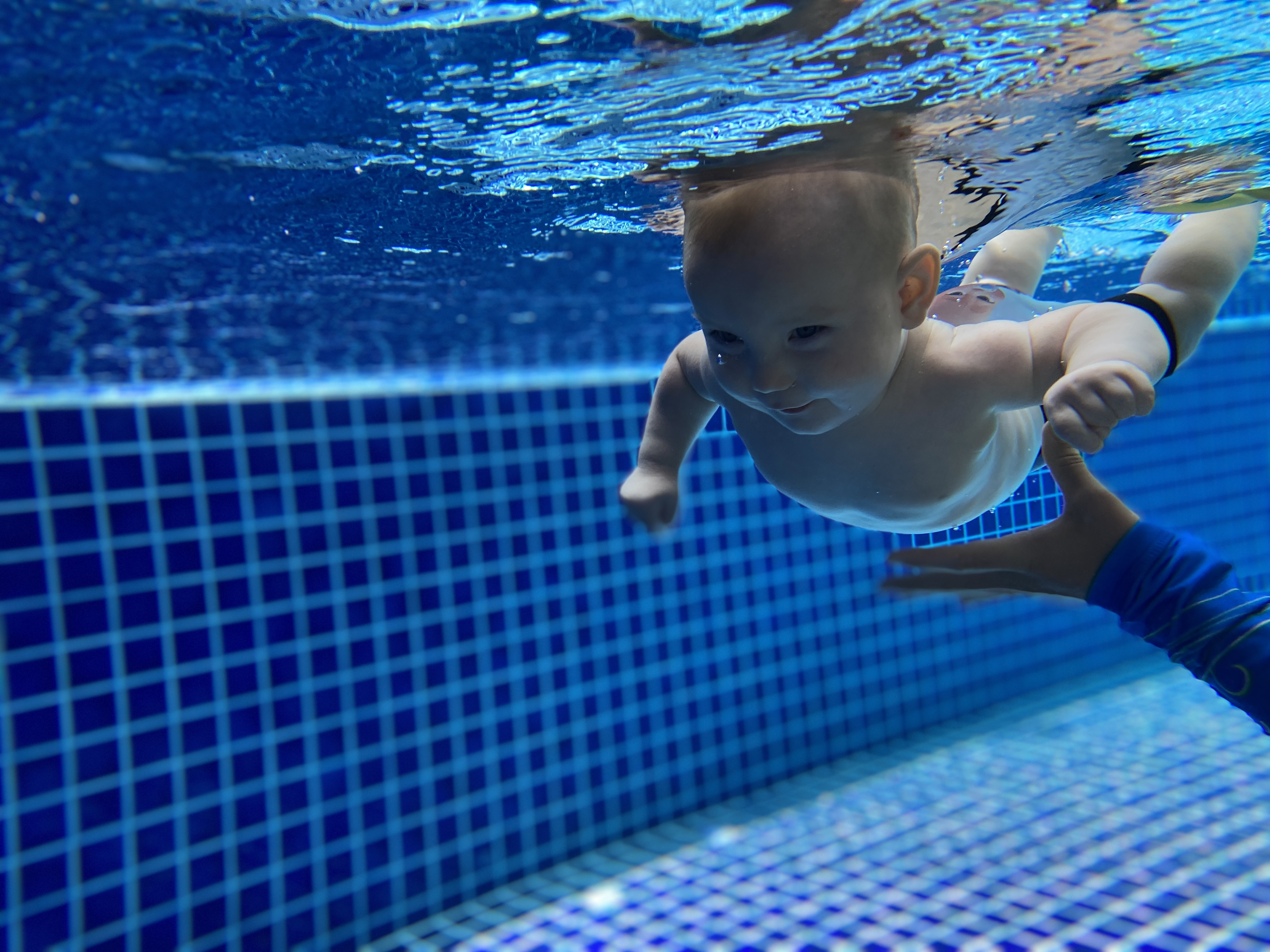
Chez le nourrisson, le réflexe d'apnée est apparu au cours de histoire évolutive des mammifères et est inné.

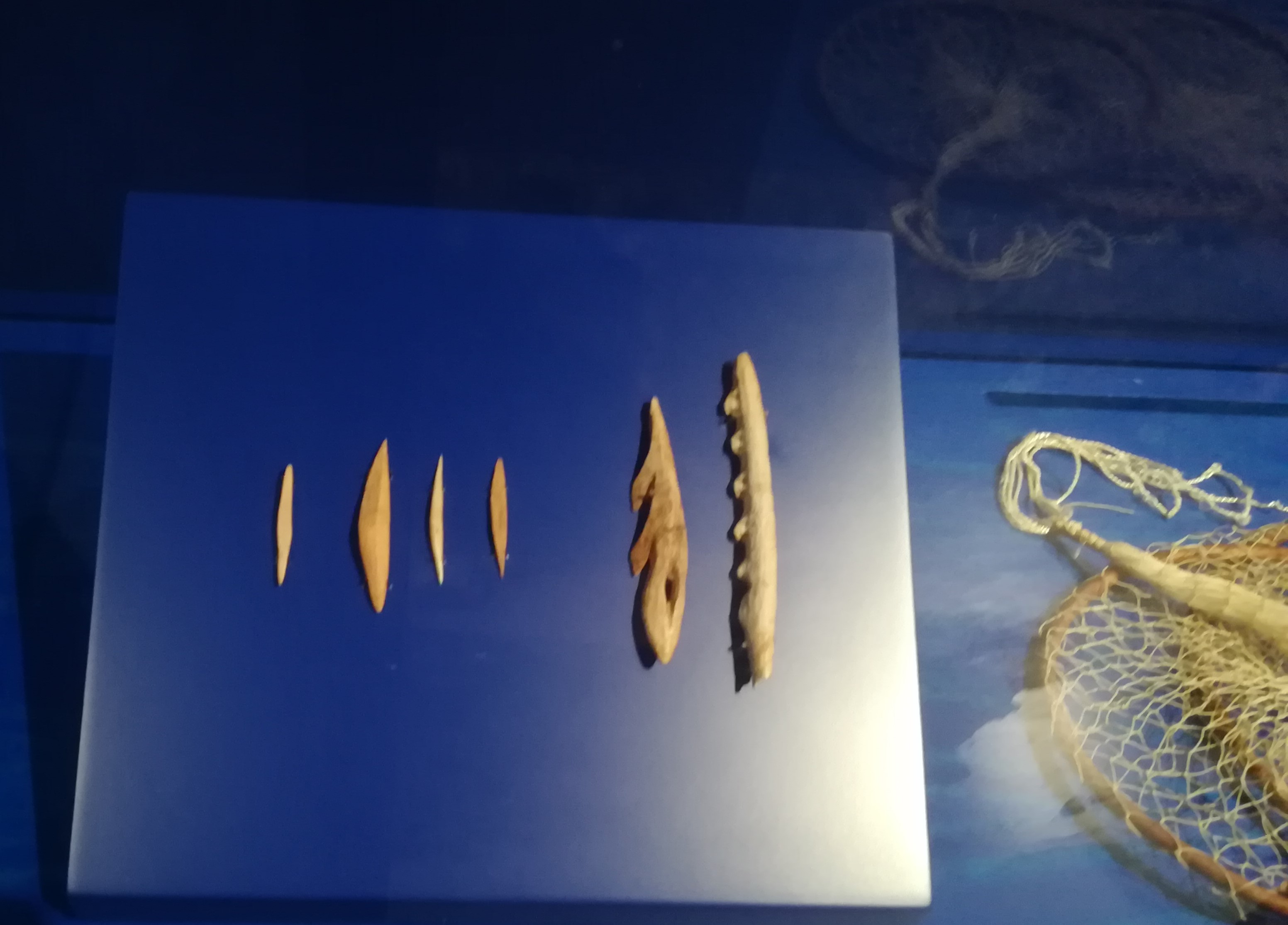
Pointes de harpons méditerranéens utilisés au Néolithique dans la région de Valence en Espagne.

La respiration pulmonaire apparait avec les premiers sarcoptérygiens, il y a 420 millions d'années et devient exclusive avec l'apparition des tétrapodes terrestres il y a 345 millions d'années. Ces derniers doivent donc interrompre leur ventilation pulmonaire s'ils veulent pouvoir évoluer sous l'eau. Parmi ces tétrapodes, les mammifères ont développé au fil de l'évolution le réflexe d'apnée, le réflexe d'immersion et la capacité à contrôler de manière consciente leur ventilation pulmonaire. Homo sapiens a hérité de ces adaptations. Le réflexe d'apnée est inné chez le nourrisson. Dès l'immersion, une bradycardie et une vasoconstriction périphérique se déclenchent permettant à l'homme de d'économiser son oxygène et de privilégier son apport aux organes vitaux. Le bloodshift protège également ses poumons à très grandes profondeurs. En revanche, en ce qui concerne l'équilibrage de la pression dans l'oreille moyenne, seule une minorité de la population humaine parvient à réaliser la béance tubaire volontaire spontanément. Afin de plonger profondément, les autres plongeurs de cette époque doivent donc l'apprendre ou recourir à d'autres manœuvres comme la déglutition. On ne sait pas si la manœuvre de Valsalva, considérée comme la plus facile à mettre en œuvre, était pratiquée dès la Préhistoire. Dans plusieurs sociétés ne connaissant pas les manœuvres d'équilibrages modernes, certains plongeurs recouraient également au percement des tympans, ce qui altérait l'audition et provoquait des infections. Bien qu'il soit difficile d'avoir des traces archéologiques permettant de connaître précisément les techniques de plongée libre à l'époque préhistorique, la plongée en apnée en poids constant à des fins alimentaires semble pratiquée par l'homme depuis le Paléolithique, notamment pour le ramassage de coquillages, la pêche de mollusques, de crustacés ou de poissons à la foëne ou au harpon. À cette époque, puis au Néolithique, la récolte du corail rouge en apnée et son commerce sont également clairement établis. Il était utilisé comme ornement, comme aujourd'hui,  à l'instar des pierres précieuses.

### De l'Antiquité à l'époque contemporaine

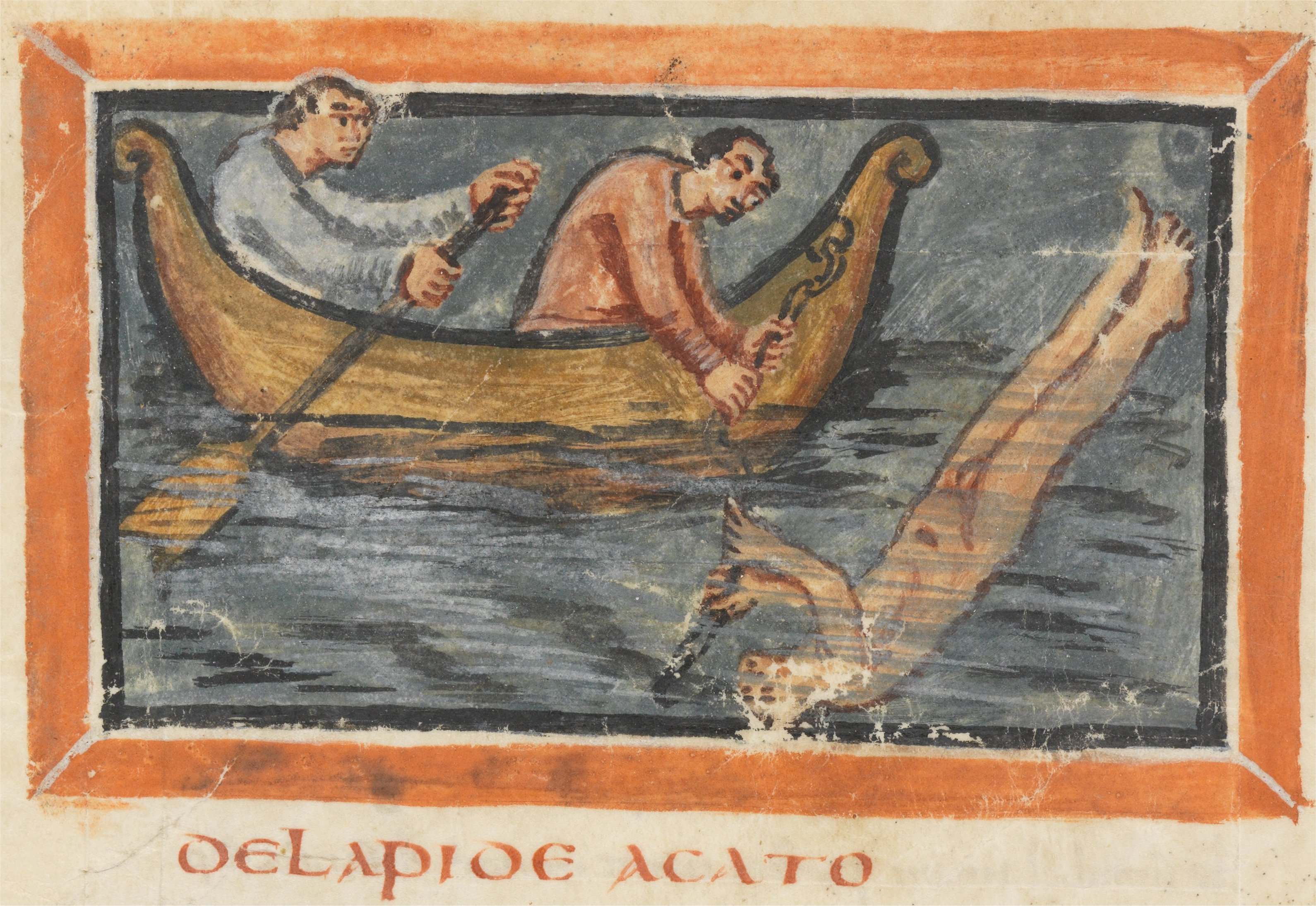
Plongeur en apnée descendant en immersion libre le long d'une ligne de mouillage au IXe siècle].

À partir de l'Antiquité et l'apparition de l'écriture, les techniques de plongée en apnée sont précisément décrites. Les textes mentionnent les plongeurs en apnée, notamment à des fins militaires. Il s'agit plus précisément de plongeurs en apnée dynamique chargés de saboter des navires ennemis, de s'infiltrer dans diverses positions ou de passer des informations ou des armes sans être repérés par le camp adverse. Des illustrations et gravures montrent également des plongeurs pratiquant de l'apnée en immersion libre le long des lignes de mouillage pour libérer les ancres coincées des navires. On ne sait toutefois pas avec précision si cette pratique date de l'Antiquité ou si elle est antérieure. Dans le domaine civil, le recueil de poèmes japonais Man'yōshū, datant du VIIIe siècle, mentionne explicitement les premières pêcheuses sous-marines Amas, évoquant notamment les plongeuses de la baie de Nago sur l'île d'Okinawa. En Méditerranée, la plongée en apnée alimentaire est rejointe par une pratique de l'apnée commerciale destinée à l'exportation plus lointaine avec la pêche d'éponges, de perles et de corail rouge. C'est ainsi à l'époque antique que les traces archéologiques de plongée en apnée en poids variable apparaissent, faisant usage de diverses formes de lests dont la skandalopetra en Méditerranée. Cette forme de plongée permet d'augmenter les rendements en éliminant l'effort musculaire à la descente. En 1704, Antonio Valsalva décrit, dans son ouvrage Del aure umana, la manœuvre d'équilibrage qui portera son nom ; on ne sait toutefois pas depuis quelle époque celle-ci est utilisée par les plongeurs. Par la suite, les techniques de plongée évoluent peu jusqu'à l'époque moderne et l'époque contemporaine.

### Évolutions de la plongée et course aux records auXXesiècle

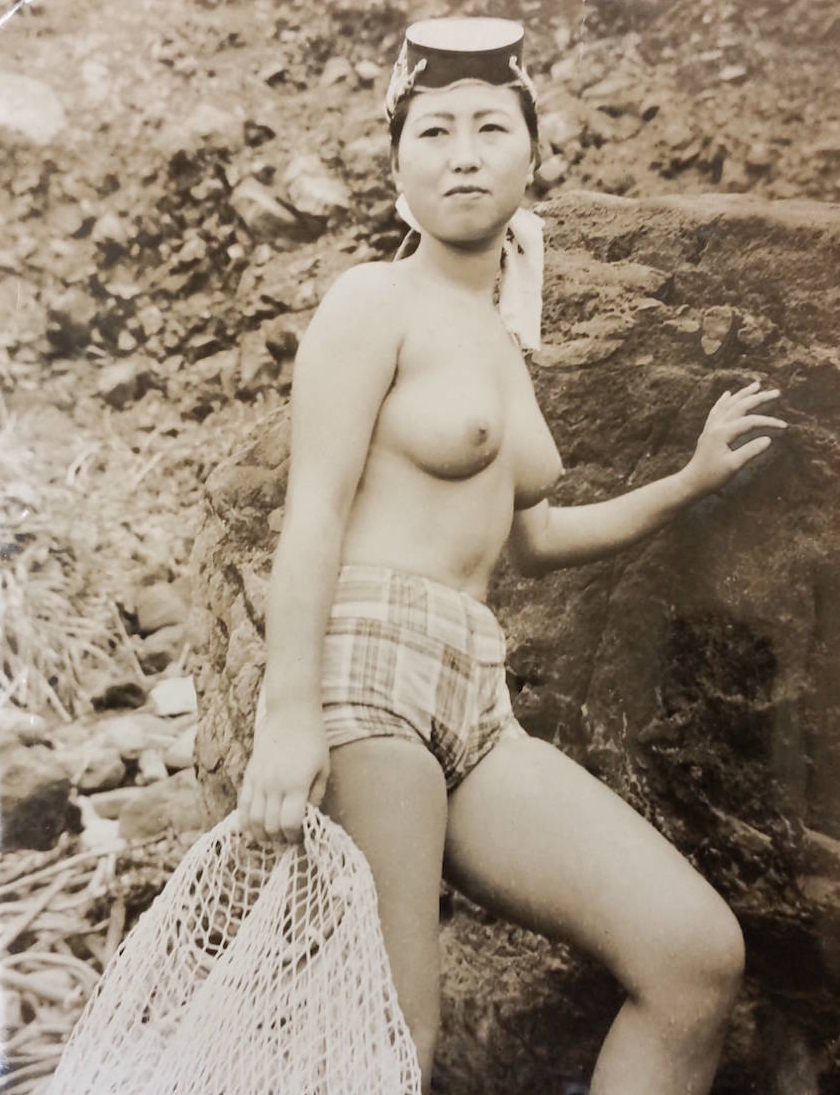
Plongeuse Ama, au Japon, dans les années 1930.

Avant la naissance du tourisme et de la plongée de loisir, la plongée à des fins de subsistance est pratiquée en apnée au début du XXe siècle. Ainsi, au Japon, les Amas (littéralement « femme (女) ou personne (人) de la mer (海) », pratiquent toujours en apnée la pêche d’abalone, de crustacés, de poulpes et la récolte d'algues. D'après la tradition japonaise, cette pêche en apnée existerait depuis quatre mille ans . Ce type de pêche est également pratiqué en Corée, où cette activité masculine est rejointe par les plongeuses Haenyo au XIXe siècle. Enfin, elle était le mode de subsistance principal des Suku Laut en Indonésie, qui peuvent encore aujourd'hui passer jusqu'à dix heures par jour dans la mer. Parmi les nomades de la mer, les Bajau utilisent la plongée en apnée quotidiennement comme moyen de subsistance et ont progressivement développé une adaptation génétique aux grandes profondeurs.
Dans les pays occidentaux, les premières compétitions d'apnée sportive ont lieu au début du XXe siècle et le premier record officiellement enregistré est celui de Raimondo Bucher en 1949. Ces compétitions reprennent et formalisent les disciplines millénaires de la plongée en apnée, notamment l'apnée en poids constant, l'apnée en immersion libre, l'apnée en poids variable et l'apnée dynamique. Il s'agit, à cette époque, de formes de plongée largement utilisées dans le monde à des fins de subsistance, de manière commerciale ou militaire. La manœuvre de Frenzel, qui révolutionne l'équilibrage, est mise au point par Hermann Frenzel en 1938.
L'utilisation par les grandes entreprises et entités gouvernementales de scaphandres à casques à partir XIXe siècle, puis de scaphandres rigides dès la première moitié du XXe siècle nécessite des coûts importants. Elle demeure donc d'abord cantonnée à certains pays riches et la plongée en apnée reste la plus utilisée quotidiennement dans le monde par les chasseurs sous-marins, plongeurs loisir ou pour les travaux à faible profondeur. En Méditerranée, la pêche commerciale en apnée du corail rouge, des éponges, ainsi que des perles était ainsi encore pratiquée au milieu du XXe siècle. Le corail servait au commerce, par exemple avec l'Asie, qui lui donnait une valeur symbolique – on retrouve du corail de Méditerranée au Tibet.
Le scaphandre autonome se démocratise à partir des années 1970. La plongée en apnée n'est désormais plus la seule forme de plongée loisir et la plongée en bouteille de loisir se diffuse. À la même époque, l'utilisation de la gueuse lourde se développe et l'apnée no limit, évolution de l'apnée en poids variable, enchaîne les records en apnée sportive. Jacques Mayol est le premier à dépasser les 100 mètres de profondeur. Cette période est dépeinte par le film Le Grand Bleu sorti en 1988. Elle attire vers l'apnée une population d'apnéistes surnommés « allumés du Grand Bleu ». À cette époque, l'apnée sportive se structure davantage et se professionnalise. L'Association internationale pour le développement de l'apnée est créée en 1992 par Roland Specker, Loïc Leferme, Claude Chapuis et Thierry Meunier.

### AuXXIesiècle

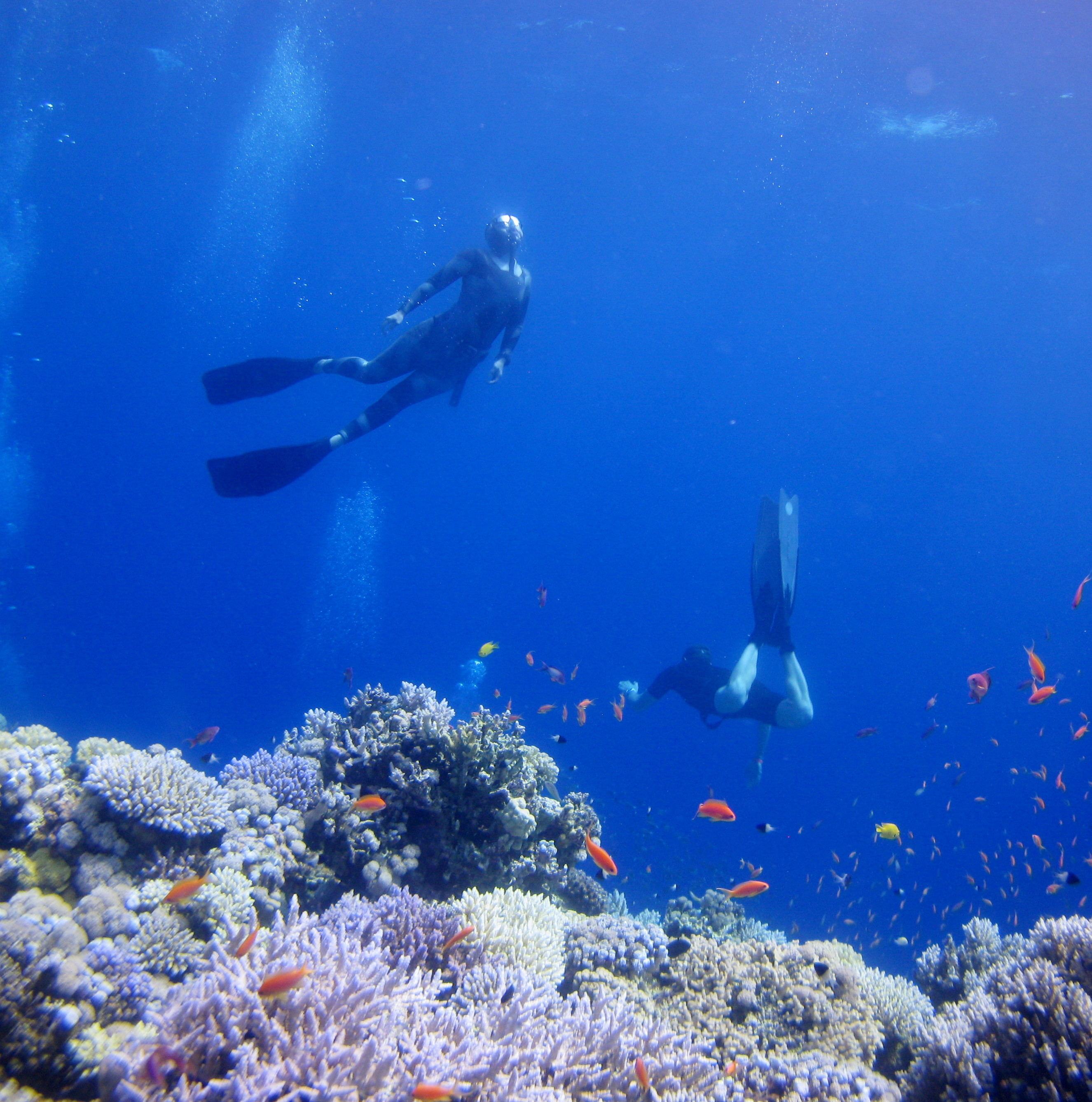
Apnéistes en 2014 explorant le Blue Hole de la mer Rouge, en Égypte, un exemple de plongée de loisir au XXIe siècle.

Au début du XXIe siècle, les compétitions d'apnée en poids constant et d'apnée dynamique se développent davantage tandis que l'apnée no limit se marginalise en raison des risques encourus, des accidents, et de l'image d'une pratique jugée moins sportive. Les décès d'Audrey Mestre, de Loïc Leferme ainsi que l'accident d'Herbert Nitsch mettent à l'index une pratique de plus en plus perçue comme trop dangereuse,. Le contexte a également évolué, le nombre d'apnéistes augmente et la pratique attire davantage les sponsors et le grand public,. Cette prise de risque est donc de moins en moins acceptée,. Les fédérations d'apnée refusent progressivement de reconnaître les compétitions d'apnée no limit, puis les records individuels.
En parallèle, les championnats d'apnée en poids constant, dans lesquels des athlètes n'utilisent que leur force musculaire, continuent de gagner en popularité. Cette discipline se professionnalise davantage. Le premier Vertical Blue, qui deviendra un compétition prestigieuse de l'apnée en poids constant, est organisé en 2008 et rassemble chaque année des athlètes du monde entier. En piscine, l'apnée dynamique, qui se pratique aussi avec la seule force musculaire, attire de plus en plus de pratiquants. La pratique de la plongée libre se diversifie et la plongée en apnée de loisir se développe auprès du grand public. La chasse sous-marine en apnée, la photographie sous-marine ou l'exploration des fonds marins en apnée gagnent en popularité au sein d'une population plus jeune que la moyenne. L'utilisation des réseaux sociaux en est un des facteurs explicatifs. Sur le plan économique, le marché du matériel spécifique à la plongée en apnée devient l'un des marchés sportifs qui connaît la plus forte croissance depuis les années 2010. Un doublement du marché est encore attendu d'ici à 2030.

## Contraintes physiques

### Aisance subaquatique et consommation d'oxygène

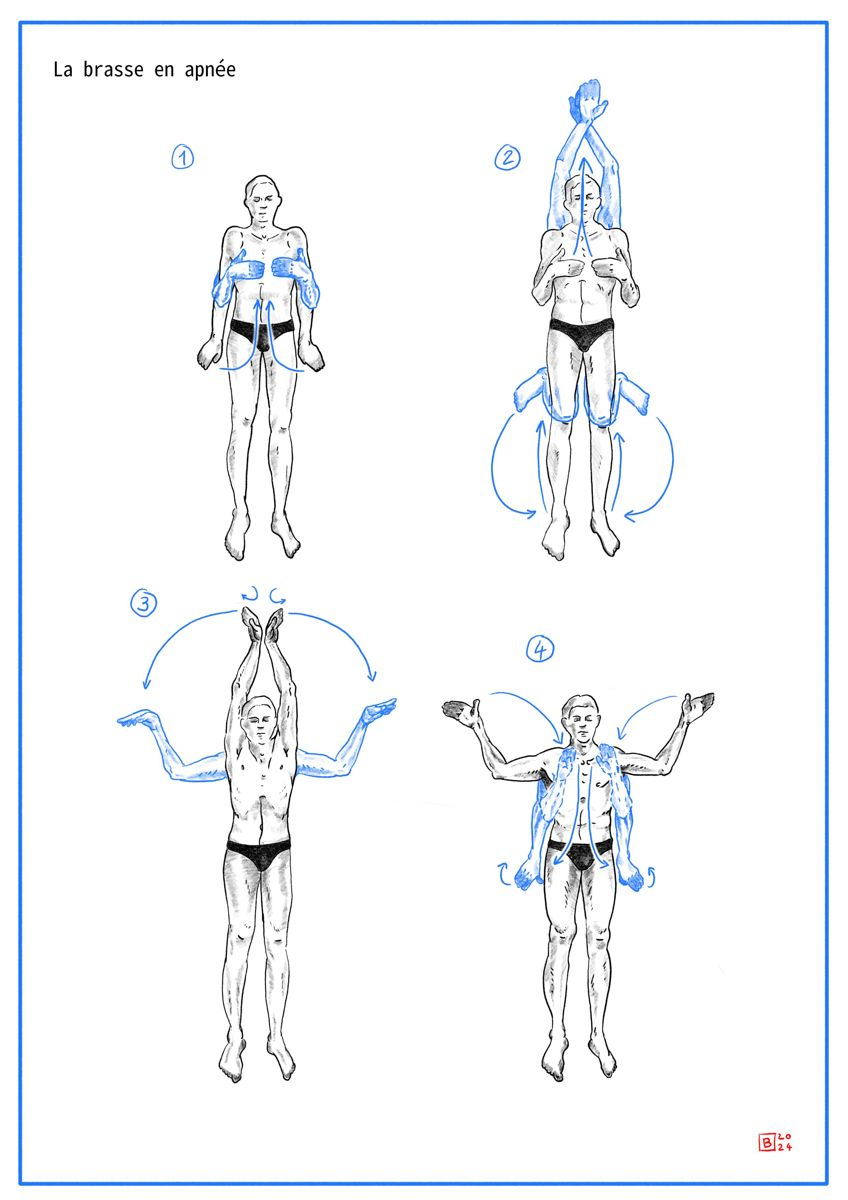
Explication technique de la brasse subaquatique utilisée lors d'une plongée en apnée sans palme.

L'activité musculaire est consommatrice d'oxygène. Une bonne exécution des gestes relatifs au déplacement sous l'eau est donc indispensable afin d'améliorer son temps d'apnée ou la distance parcourue. Il s'agit de la nage avec palmes et de la brasse subaquatique. En eau libre, la plongée en apnée se fait le plus souvent à l'aide de deux palmes à voilures longues ou sans palme. Le premier type de progression fait appel à une technique de palmage particulière. Une bonne maîtrise de la brasse subaquatique est également indispensable car elle est l'unique moyen de progression sous l'eau en cas de pratique de l'apnée sans palme. Cette situation peut être choisie par l'apnéiste ou subie en cas de perte ou de casse de palme. Enfin, de nombreux apnéistes utilisent une monopalme, qui s'accompagne de la technique de l'ondulation. Au moment de l'immersion, le plongeon canard ou le demi-canard sont exécutés. Un entraînement à ces techniques, visant une bonne aisance dans la progression de l'apnéiste sous l'eau, permet de réduire de manière très importante sa consommation d'oxygène.

### Flottabilité et consommation d'oxygène
La flottabilité dépend des caractéristiques physiques de chacun, de la nature de l'eau (eau de mer, eau saumâtre, eau douce) et surtout de l'épaisseur de la combinaison de plongée portée. Une trop grande flottabilité rend très difficile la progression en profondeur sur les premiers mètres et l'apnéiste consomme ainsi beaucoup trop d'oxygène pour descendre. On recourt alors au lestage, au moyen, le plus souvent, d'une ceinture munie de plombs. Un lestage excessif entrave au contraire la remontée, entraînant à nouveau un épuisement du plongeur et une consommation accrue d'oxygène, ainsi que des problèmes de sécurité. Le lestage optimal doit donc tenir compte de la profondeur que l'apnéiste souhaite atteindre.

### Température de l'eau, consommation d'oxygène et hypothermie

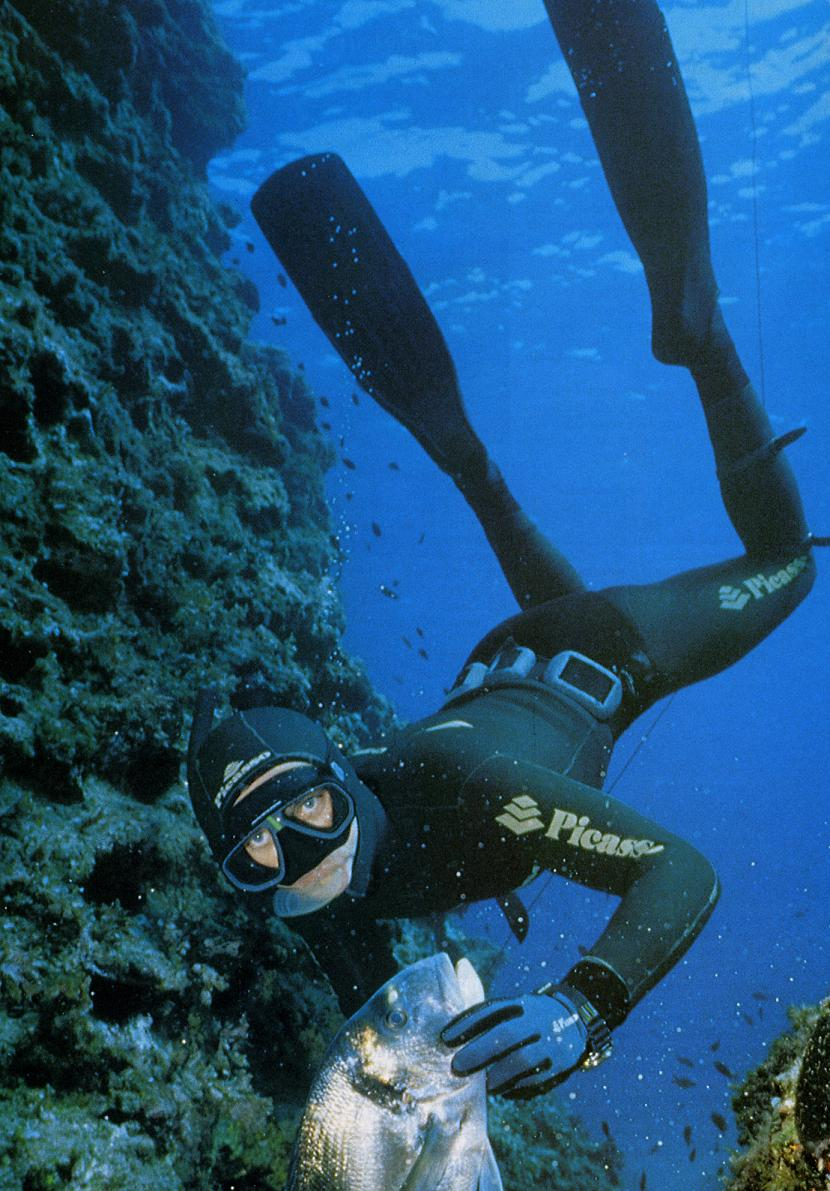
Pêcheur sous-marin en apnée équipé d'une combinaison, d'une cagoule, de gants et de chaussons afin de résister au froid.

Une température de l'eau basse entraîne une plus forte consommation d'oxygène et peut provoquer une hypothermie. La température de l'eau diminue en fonction de la profondeur atteinte. Sous certaines latitudes et à certaines saisons, l'utilisation d'une combinaison de plongée, le plus souvent en néoprène, est indispensable. Le sensibilité individuelle au froid influence également ce choix, y compris à faible profondeur et en période estivale. L'épaisseur de cette combinaison, de quelques millimètres, accroît la flottabilité de l'apnéiste, qui en tient compte dans son lestage.

### Hypercapnie et réflexe respiratoire
L'hypercapnie est une concentration élevée de dioxyde de carbone (CO2) dans l'organisme. Le réflexe respiratoire dépend du taux de dioxyde de carbone dans le sang. S'il est trop élevé, le corps réagit en provoquant des tentatives d'inspiration involontaires ressenties au niveau du diaphragme. Lorsque le besoin de respirer est trop fort, l'apnéiste ressent un fort inconfort et arrête de lui-même son apnée, on parle alors de « seuil de rupture d'apnée ». Divers exercices, au cœur de l'entrainement à l'apnée, permettent de repousser de manière très significative cette envie de respirer.
La technique de l'hyperventilation est en revanche déconseillée (voir section #Sécurité).

### Hypoxie et risque de syncope
La baisse excessive du taux d'oxygène dans le sang est appelée « hypoxie ». Même si des entrainements permettent d'améliorer la tolérance individuelle à l'hypoxie, il s'agit du facteur limitant le plus dangereux lors d'une compétition d'apnée sportive. En effet, si l'immersion se prolonge malgré l'atteinte du seuil de rupture d'apnée (forte hypercapnie), ou que celui-ci n'apparait pas du fait d'une hyperventilation, l'hypoxie conduit le corps à déclencher une perte de connaissance, ou syncope. Celle-ci, sans gravité à l'air libre, met le corps en sommeil face à la situation de détresse avant d'entamer une reprise de la respiration réflexe. Si toutefois l'apnéiste est sous l'eau et inconscient, il risque la noyade ou un œdème pulmonaire traumatique. Ce risque de syncope, plus grande crainte des apnéistes en compétition, justifie des mesures de sécurité spécifiques. L'apnée sportive lui doit sa qualification de sport extrême.
Le risque de syncope est plus important lors de la remontée. Lors de la descente, la pression ambiante est communiquée à tout le corps. Ainsi, en vertu de la loi de Henry, le dioxygène de l'air contenu dans les poumons se dissout dans le sang et se répand plus rapidement dans l'organisme, donnant une impression de bien-être au plongeur. Or, pendant la remontée, le taux de dioxygène dans le sang chute brusquement tandis que le corps continue à consommer du dioxygène. Entre 10 et 5 mètres sous la surface, le phénomène s'accélère car la pression varie en proportion d'autant plus vite qu'on se rapproche de la surface. En effet, si la variation de pression est la même entre 20 et 10 mètres qu'entre 10 mètres et la surface (variation de 1 bar), dans le premier cas on passe de 3 bar à 2 bar donc la pression diminue d'un tiers, alors que, dans le deuxième cas, elle passe de 2 bar à 1 bar donc la pression diminue de moitié. Le corps, en fin de plongée et alors que le plongeur bouge, a un intense besoin de dioxygène, tandis que celui-ci se raréfie. Le premier organe à réagir est le cerveau : le manque d'oxygène provoque une syncope.

### Pression et risque de barotraumatismes

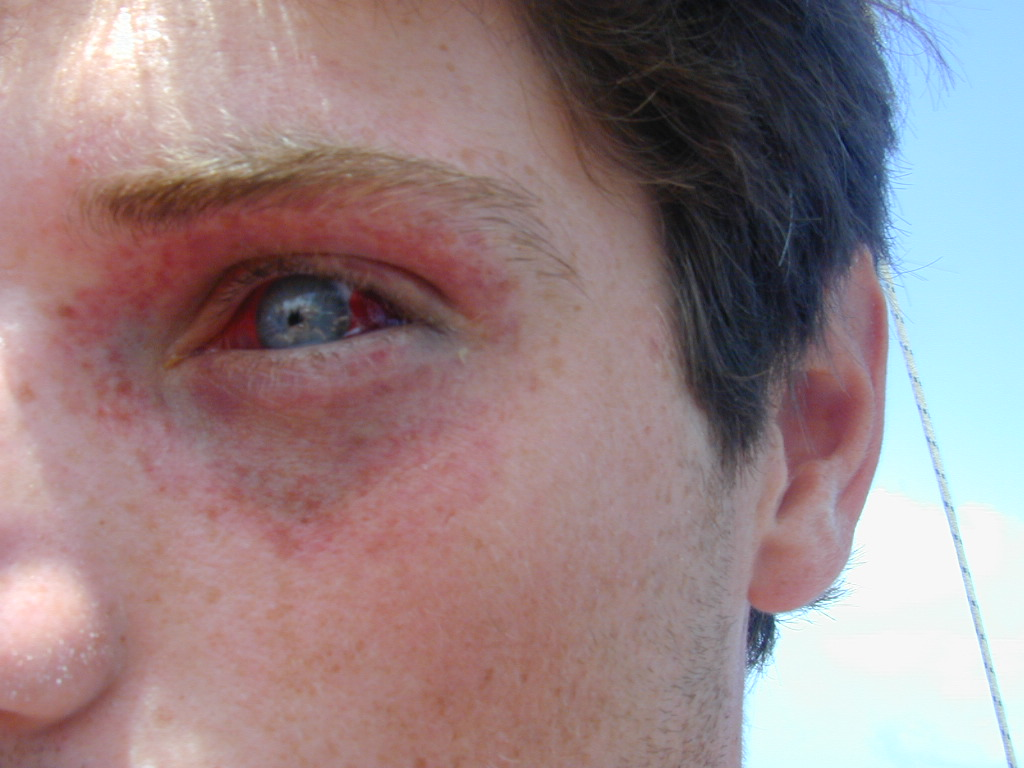
Le placage du masque, généralement bénin, est un barotraumatisme provoqué par l'absence d'équilibrage de la pression dans le masque.

La pression de l'eau sur les tympans augmente d'une atmosphère tous les 10 m et la phase de descente en apnée est beaucoup plus rapide que lors d'une plongée en scaphandre autonome. Pour éviter un barotraumatisme de l'oreille, il est donc nécessaire de compenser cette pression de manière efficace et rapide durant toute la phase de descente en envoyant de l'air dans l'oreille moyenne. Pour cela, on utilise habituellement la manœuvre de Valsalva, la manœuvre de Frenzel, ou la béance tubaire volontaire (BTV). La pression à l'intérieur du masque doit également être équilibrée en soufflant par le nez afin d'éviter un barotraumatisme lié au masque touchant les yeux et le visage. Au-delà d'une certaine profondeur, les poumons atteignent leur valeur résiduelle en raison de la pression et l'apnéiste n'est alors plus capables d'expirer afin de compenser. Les manœuvres d'équilibrage de base deviennent inopérantes et il est donc indispensable d'adopter la manœuvre de Frenzel-Fattah, aussi appelée Mouthfill, afin de continuer la descente. Cette technique repose sur un transfert d'air des poumons vers la bouche avant l'atteinte du volume pulmonaire résiduel. L'équilibrage continuera à se faire grâce à cet air contenu dans la bouche.
Enfin, lors de la remontée, il n'est normalement pas nécessaire de procéder à une manœuvre d'équilibrage de la sphère ORL, les trompes d'Eustache permettant à l'air de s'évacuer naturellement. Toutefois, en cas d'infection respiratoire ou de rhinite allergique, il peut y avoir une obstruction des voies respiratoires supérieures, l'air en surpression ne s'évacue plus et l'apnéiste doit alors recourir à la BTV ou à la manœuvre de Toynbee. Pour cette raison, toute infection respiratoire ou d'une rhinite allergique expose le plongeur à des barotraumatismes et est une contre-indication à la pratique de l'activité.
| Profondeur (m)                  | Pression (bar) | Pression (hPa) | Pression (atm) |
| ------------------------------- | -------------- | -------------- | -------------- |
| Surface (0 m)                   | 1,013          | 1 013          | 1,000          |
| 5 m                             | 1,513          | 1 513          | 1,494          |
| 10 m                            | 2,013          | 2 013          | 1,988          |
| 15 m                            | 2,513          | 2 513          | 2,481          |
| 20 m                            | 3,013          | 3 013          | 2,975          |
| 25 m                            | 3,513          | 3 513          | 3,468          |
| 30 m                            | 4,013          | 4 013          | 3,962          |
| 40 m                            | 5,013          | 5 013          | 4,947          |
| 50 m                            | 6,013          | 6 013          | 5,932          |
| 100 m                           | 11,013         | 11 013         | 10,869         |
| 150 m                           | 16,013         | 16 013         | 15,806         |
| 214 m (record d'Herbert Nitsch) | 22,413         | 22 413         | 22,126         |

### Capacité pulmonaire
La capacité pulmonaire est un facteur limitant car elle conditionne la quantité d'oxygène emmagasiné dans les poumons avant l'immersion. Elle peut être améliorée de deux manières : en utilisant une technique d'inspiration adaptée ou par des exercices d'assouplissement de la cage thoracique et de travail du diaphragme et des muscles intercostaux.

## Plongée libre en altitude et apnée sous glace

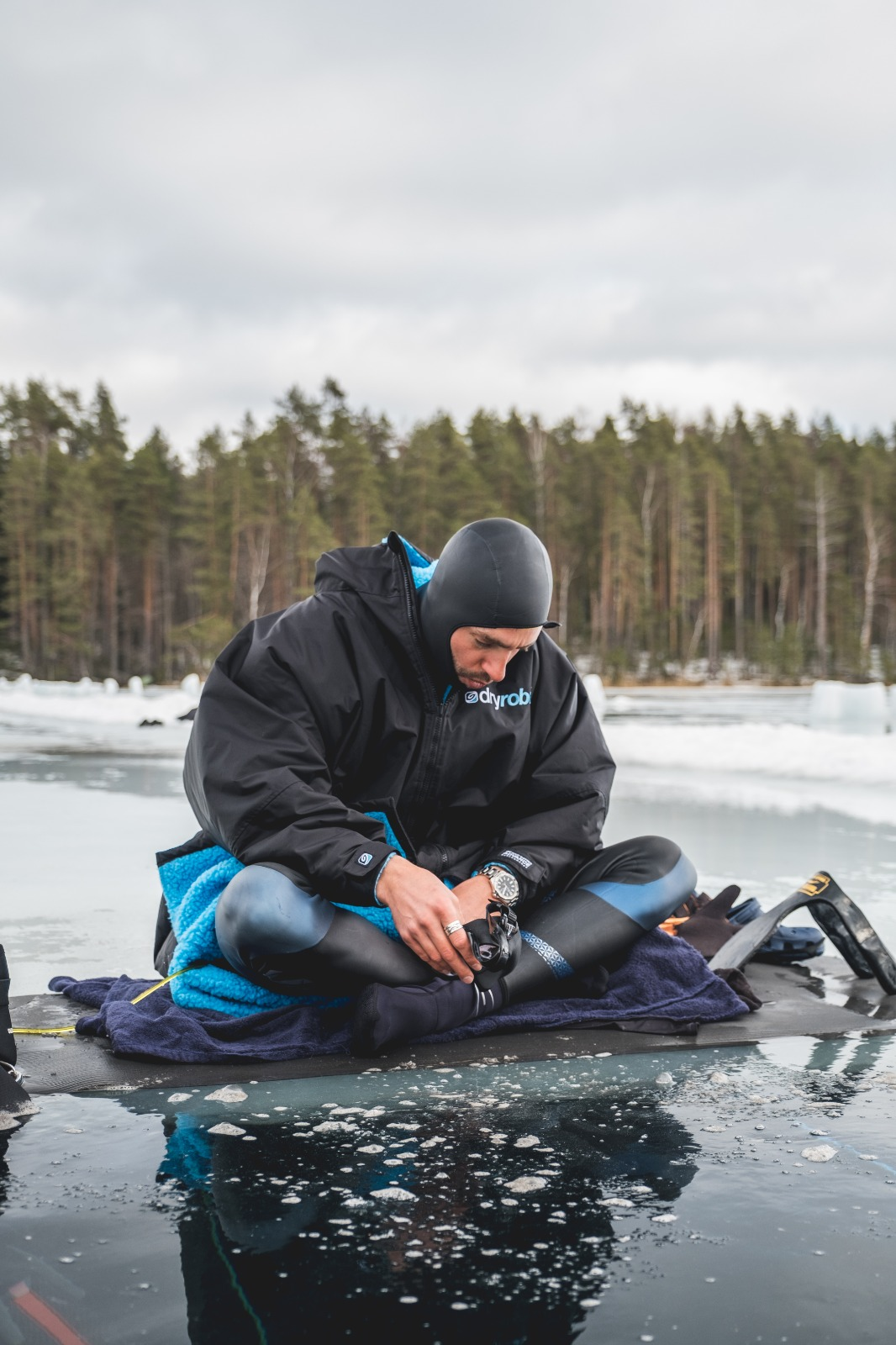
Arthur Guérin-Boëri, détenteur du record mondial d'apnée dynamique sous glace, en mars 2021.

Lorsque l'on gagne de l'altitude, la pression atmosphérique est plus basse qu'au niveau de la mer. En surface, la quantité d'oxygène inspirée est réduite, car une même quantité d'air prend davantage de volume en altitude. Ces deux contraintes imposent un équilibrage plus important en début de plongée pour éviter un barotraumatisme et réduit la profondeur atteinte ainsi que la durée de la plongée. 
| Altitude (m)                            | Pression (hPa) | Masse volumique de l'O₂ (kg/m3) | Masse d'oxygène dans des poumons de 5 L (g) |
| --------------------------------------- | -------------- | ------------------------------- | ------------------------------------------- |
| -434 (Mer morte)                        | 1060,00        | 1,503                           | 15,79                                       |
| 0 (niveau de la mer)                    | 1013,00        | 1,429                           | 14,02                                       |
| 500                                     | 950,84         | 1,357                           | 13,56                                       |
| 1500                                    | 795,38         | 1,071                           | 11,24                                       |
| 2000                                    | 735,56         | 0,993                           | 10,45                                       |
| 2500                                    | 680,28         | 0,922                           | 9,65                                        |
| 3000                                    | 625,58         | 0,852                           | 8,86                                        |
| 3500                                    | 570,60         | 0,782                           | 8,06                                        |
| 4000                                    | 520,50         | 0,715                           | 7,29                                        |
| 4500                                    | 470,29         | 0,646                           | 6,50                                        |
| 5000                                    | 420,04         | 0,578                           | 5,71                                        |
| 5500                                    | 374,77         | 0,509                           | 4,91                                        |
| 6000                                    | 330,58         | 0,441                           | 4,12                                        |
| 6390 (lac de cratère d'Ojos del Salado) | 290,15         | 0,374                           | 3,34                                        |

Enfin, la température de l'eau est généralement plus froide en altitude, ce qui accroît la consommation d'oxygène. La plongée sous glace est souvent pratiquée en altitude, mais selon la latitude elle peut également avoir lieu en plaine. En compétition, il s'agit le plus fréquemment d'apnée dynamique. Le record mondial d'apnée dynamique sous glace est de 120 mètres. Il a été établi en 2021 par Arthur Guérin-Boëri. Son histoire a inspiré le film documentaire Sunny Boy - Under Ice, Beyond Fear de Morgan Le Faucheur.

## Adaptation du corps humain à la plongée en apnée
La plongée en apnée déclenche automatiquement le réflexe d'immersion partagé par l'ensemble des mammifères. Le corps humain présente ainsi des caractéristiques d'adaptation au milieu marin qui peuvent être développés par l'entraînement.

### Ralentissement du rythme cardiaque
En apnée, la bradycardie est un ralentissement cardiaque dû à un phénomène réflexe. Le rythme cardiaque est commandé par le nerf vague (X). Le nerf trijumeau (V), qui innerve tout le visage, transmettrait ce réflexe. Dès l'immersion, celui-ci ralentit le rythme de 20 % sans entraînement. L'entraînement amplifie cette réponse, qui est sans rapport avec la profondeur. La consommation d'oxygène baisse alors en conséquence.

### Vasoconstriction périphérique
La vasoconstriction périphérique est liée à l'immersion et à la température de l'eau. Plus la différence de température est importante entre l'eau et l'air, plus le réflexe est important. Tous les vertébrés connaissent ce réflexe. Les vaisseaux sanguins périphériques diminuent de diamètre, ainsi le sang est refoulé vers les organes vitaux comme le cœur, le cerveau et les reins. Ces organes sont en effet primordiaux et, sans oxygène, le cœur et le cerveau sont lésés de manière irréversible.

### Érection pulmonaire (blood shift)
À trente mètres sous l'eau, les poumons atteignent un volume de 1,5 litre (le volume résiduel moyen) contre 6 ou 7 litres en surface (volume moyen chez un individu mâle). Or, la cage thoracique ne peut pas se comprimer de façon illimitée. Il en résulte une dépression relative à l'intérieur de la cage thoracique. Cette dépression tend à être comblée par l'afflux de sang provenant des organes périphériques (membres inférieurs et supérieurs, région abdominale). Ce phénomène, appelé érection pulmonaire (bloodshift en anglais), permet d'augmenter la résistance de la cage thoracique à la pression extérieure et évite les déchirements des muscles ou des tissus. Ce phénomène présent chez les mammifères marins est une adaptation aux grandes profondeurs. Ce phénomène, chez l'humain, nécessite une lente adaptation par l'approche progressive de profondeurs croissantes (surtout lors de l'atteinte de profondeurs où le volume résiduel est atteint ; dans notre exemple, entre 30 et 40 m). Le risque majeur d'une progression trop rapide en profondeur lié à ces conditions physiologiques particulières est l'œdème aigu du poumon (dit OAP).

### Contraction de la rate
L'apnée provoque une contraction de la rate, qui augmente le nombre de globules rouges circulants. Cela améliore le transport d'oxygène dans l'ensemble de l'organisme.

## Techniques d'entraînement

### Modèles théoriques
Différents modèles théoriques d'entraînement à l'apnée ont été développés. L'un d'entre eux, présenté par Éric Clua (École pratique des hautes études) se fonde sur la distinction entre filière anaérobie et filière aérobie : « les premières sont mobilisées lors des efforts courts et intenses, les secondes lors des efforts longs et moins intenses ».

### Facteurs d'amélioration de l'entraînement
Le chercheur Éric Clua distingue différents facteurs de performance dans l'entraînement : les facteurs anatomophysiques (souplesse de la cage thoracique, puissance de la musculature ventilatoire, souplesse du diaphragme, etc.), les facteurs physiologiques (tolérance à l'hypoxie, tolérance à l'hypercapnie, bradycardie, etc.), les facteurs psychologiques (capacité à limiter l'activité cérébrale, résistance au stress, volonté, etc.) et les facteurs techniques (coordination générale, blocage de la respiration, contrôle du tonus musculaire, etc.).

### Autres aspects pratiques
Pour augmenter la durée de l'apnée, le travail aérobie augmente les capacités de stockage et de transport de l'oxygène. Les séances de natation à intensité moyenne sur longue durée sont appropriées au développement de cette capacité aérobie. Le travail en anaérobie (sans oxygène) permet de mieux résister à l'acidose subie pendant l'apnée, par exemple de la natation en effort maximal. Le travail de contrôle du rythme cardiaque et du souffle permet encore une diminution de la consommation en oxygène, de même qu'il permet un meilleur contrôle du réflexe respiratoire. C'est pourquoi certains plongeurs pratiquent le yoga. Enfin, un entraînement régulier permet encore d'augmenter la capacité de la cage thoracique. À la pression atmosphérique, les meilleurs plongeurs emportent jusqu'à dix litres d'air contre cinq pour un individu non entraîné.
L'entraînement est la seule manière de s'améliorer. Les populations semi-aquatiques ne sont pas dotées de capacités supérieures à celles des apnéistes professionnels ou amateurs.

## Équipement

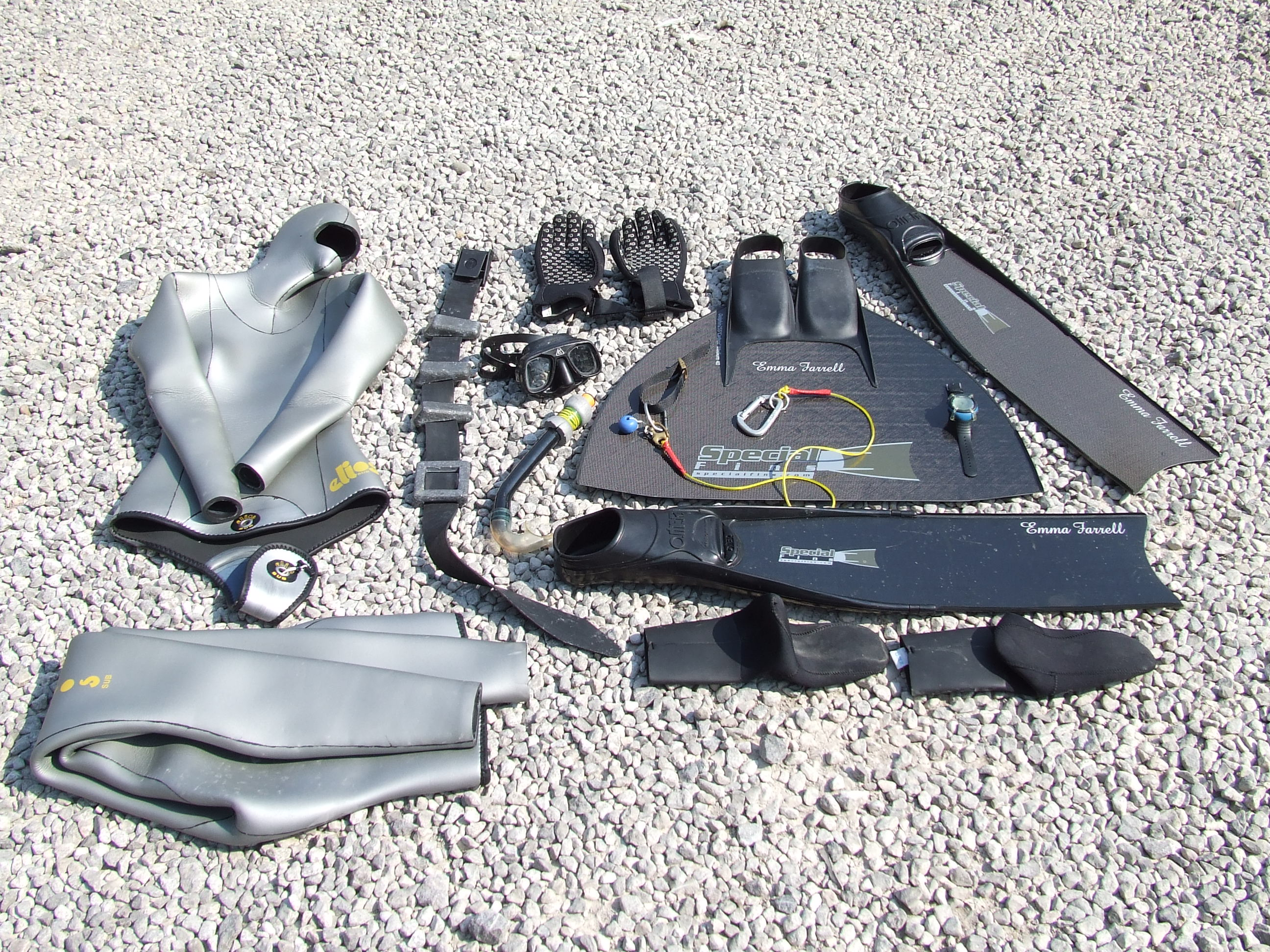
Éléments pouvant composer un équipement d'apnée.

La plongée en apnée se pratique majoritairement sans équipement depuis la Préhistoire. Aujourd'hui, les apnéistes utilisent divers accessoires permettant d'améliorer les déplacements (palmes), la respiration en surface (tubas, bouées), la visibilité (lunettes, masques), de réduire la flottabilité (lests) ou d'améliorer le confort thermique (combinaison, gants, chaussons). D'autres équipements servent à la sécurité (longes, bouées de signalisation, outils de coupe) ou à la compétition (filins, gueuses, skandalopetras).

### Masque ou lunettes et pince-nez
Afin d'améliorer la visibilité sous l'eau, le plongeur en apnée utilise habituellement un masque de plongée à petit volume. Celui-ci permet de limiter la quantité d'air à envoyer dans le masque afin d'équilibrer la pression et d'éviter un barotraumatisme oculaire (aussi appelé « placage du masque »). Les masques à jupe opaque, de couleurs ou noirs, permettent d'éviter les éblouissements lors de la remontée ou d'une sortie de zones ombragées,. Les modèles de masques les plus courants permettent l'adaptation de verres correcteurs.
Certains apnéistes, notamment en compétition ou plongeant à grande profondeur, utilisent une combinaison de pince-nez et de lunettes spécifiques, soit munies d'une membrane permettant d'équilibrer la pression, soit remplies d'eau avec des lentilles spécifiques (aussi appelées fluid goggles). La pression dans des lunettes de natation classiques remplies d'air ne pourrait en effet pas être équilibrée, ce qui occasionnerait des barotraumatismes oculaires. Ces dernières ne doivent donc en aucun cas être utilisées pour la plongée en apnée.

### Combinaison, chaussons et gants
La gestion de la température corporelle est un facteur important de réussite d'une plongée en apnée car hypothermie et froid provoquent une difficulté à équilibrer la pression ainsi qu'une hausse de la consommation d'oxygène préjudiciable à l'atteinte de la durée et de la profondeur de plongée souhaitées. Pour se protéger du froid, les apnéistes utilisent des combinaisons de plongée qui peuvent être « humides » ou étanches. Bien que les combinaisons de plongée non spécifiques soient largement utilisées, celles conçues pour la compétition ont un revêtement lisse favorable à la glisse subaquatique. Des chaussons et des gants en néoprène permettent également de protéger les mains et les pieds du froid.

### Ceinture de lest

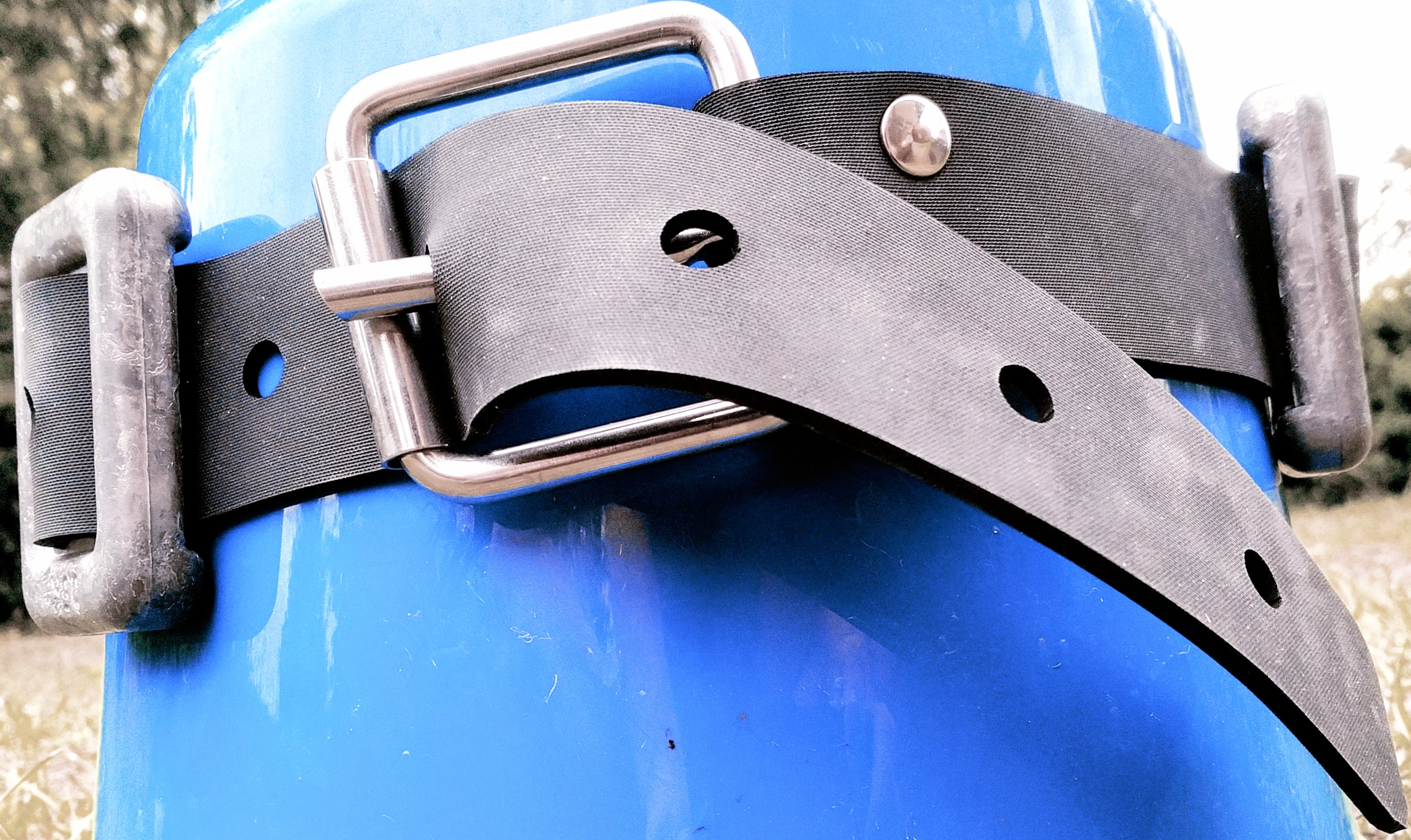
Ceinture marseillaise munie de plombs. En tirant sur la partie excédentaire, l'ardillon se libère et la ceinture se détache en relachant.

Afin de plonger facilement et sans consommation excessive d'oxygène, il est nécessaire de réduire la flottabilité liée la combinaison et à la morphologie de l'apnéiste. Pour cela, on utilise généralement une ceinture de lest à laquelle sont fixés différents plombs de 500 g, 1 kg ou 2 kg. Dans le cas de la plongée libre, la ceinture doit pouvoir être larguée rapidement en cas de difficulté, il faut également pouvoir amorcer un largage automatique de la ceinture en cas de risque de syncope hypoxique.
La ceinture marseillaise réunit ces caractéristiques. Le largage s'effectue en tirant, à l'aide d'une seule main, la partie excédentaire. Celle-ci est au préalable coupée à la longueur souhaitée et délibérément laissée pendante durant la plongée afin de rester facilement accessible. Il est également possible de tirer préventivement cette partie excédentaire sans la relâcher pour amorcer le largage à la remontée en cas de risque de syncope. Si une syncope survient, le largage est alors automatique. Dans le cas contraire, l'apnéiste n'a qu'à refermer sa ceinture.

### Tuba
L'utilisation du tuba et son choix dépendent de l'activité. En compétition, l'apnéiste se passe habituellement de tuba, la position dorsale lui permettant de se ventiler plus efficacement et d'effectuer la technique dite « de la carpe » de manière optimale.
En chasse ou en photo sous-marine, le plongeur est en position ventrale avant de plonger, de manière à observer sa proie ou la zone ciblée depuis la surface. Il utilise le tuba pour se ventiler, généralement un modèle simple, court et de gros diamètre, sans soupape ni déflecteur. Pour les autres pratiques de loisir et d'exploration, le choix varie selon le temps passé en profondeur ou à la surface, ou selon l'état de la mer. Un tuba simple, court et de gros diamètre est également privilégié la plupart du temps, mais certains choisissent de plonger sans tuba tandis que d'autres utilisent des tubas munis de soupapes.

### Palmes

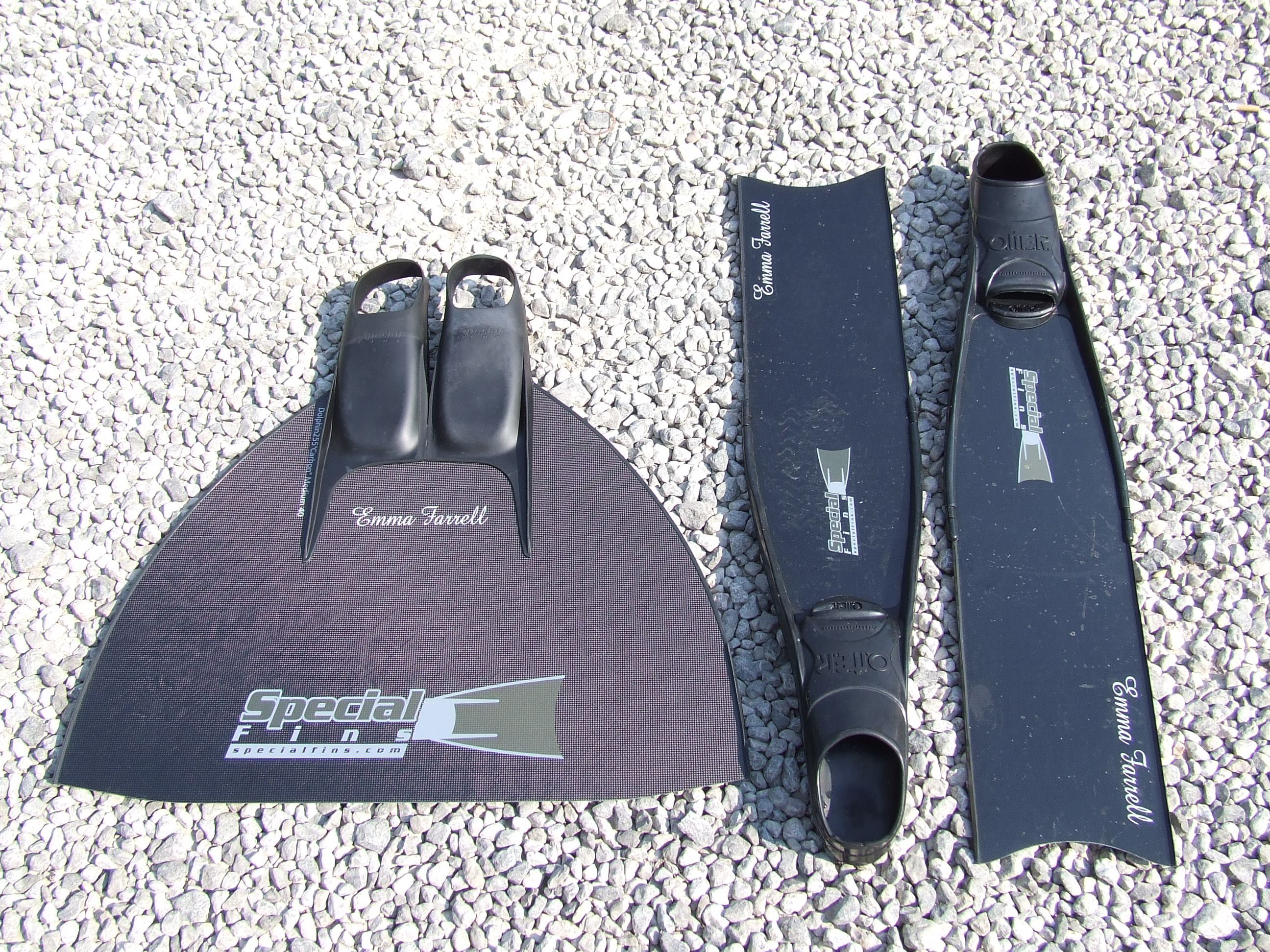
Monopalme et palmes à voilures longues utilisées en plongée libre.

Bien qu'elle puisse être pratiquée sans palme, en utilisant la brasse, la plongée libre implique couramment l'emploi de palmes. Les palmes utilisées sont principalement des monopalmes et des palmes à voilures longues, conçues spécifiquement pour l'apnée.
La monopalme est constituée d'une seule voilure reliant les deux pieds, permettant un mouvement ondulatoire rappelant celui des dauphins. Elle est particulièrement efficace pour augmenter la vitesse et la distance parcourue sous l'eau. La monopalme offre une consommation d'oxygène plus faible et les vitesses atteintes plus élevées la rendent particulièrement adaptée à la compétition. Elle nécessite toutefois une technique de nage spécifique qui peut être difficile à maîtriser pour les débutants. De plus, elle offre moins de contrôle directionnel que les palmes à voilures longues, ce qui la rend moins polyvalente.
Les palmes à voilures longues utilisées en plongée libre offrent une plus grande maniabilité que la monopalme et une meilleure efficacité énergétique que les palmes plus courtes utilisées en plongée bouteille. Elles permettent un meilleur contrôle directionnel que la monopalme et sont polyvalentes. Elles sont de ce fait les plus utilisées pour l'exploration des fonds marins et la chasse sous-marine. Elles sont également plus faciles à utiliser par des débutants et dans de mauvaises conditions, comme dans les courants marins. Elles sont en revanche moins efficaces que la monopalme en ce qui concerne la vitesse et la consommation d'oxygène.

### Bouée de signalisation

Bouée avec pavillon de plongée signalant un plongeur isolé.

Le pavillon utilisé n'est pas le même s'il est hissé un bateau ou s'il est disposé sur une bouée, en mer, afin de signaler un plongeur isolé. Depuis 1969, le pavillon Alpha, bleu et blanc, du code international des signaux maritimes, est utilisé sur un navire pour indiquer la présence de plongées en cours aux alentours et une capacité de manœuvre restreinte du navire en raison de celles-ci.
Afin de remédier au manque de visibilité du pavillon Alpha sur les bouées de plongée en mer, le pavillon rouge à une diagonale blanche s'est diffusé à partir de 1956 et a été par la suite repris dans différentes réglementations avant de s'imposer pour cet usage. Il se trouve sur les bouées de plongée en mer afin de signaler les plongeurs isolés. Il impose aux autres navires les mêmes contraintes que le pavillon Alpha (vitesse réduite, distance de sécurité).

### Outils de coupe

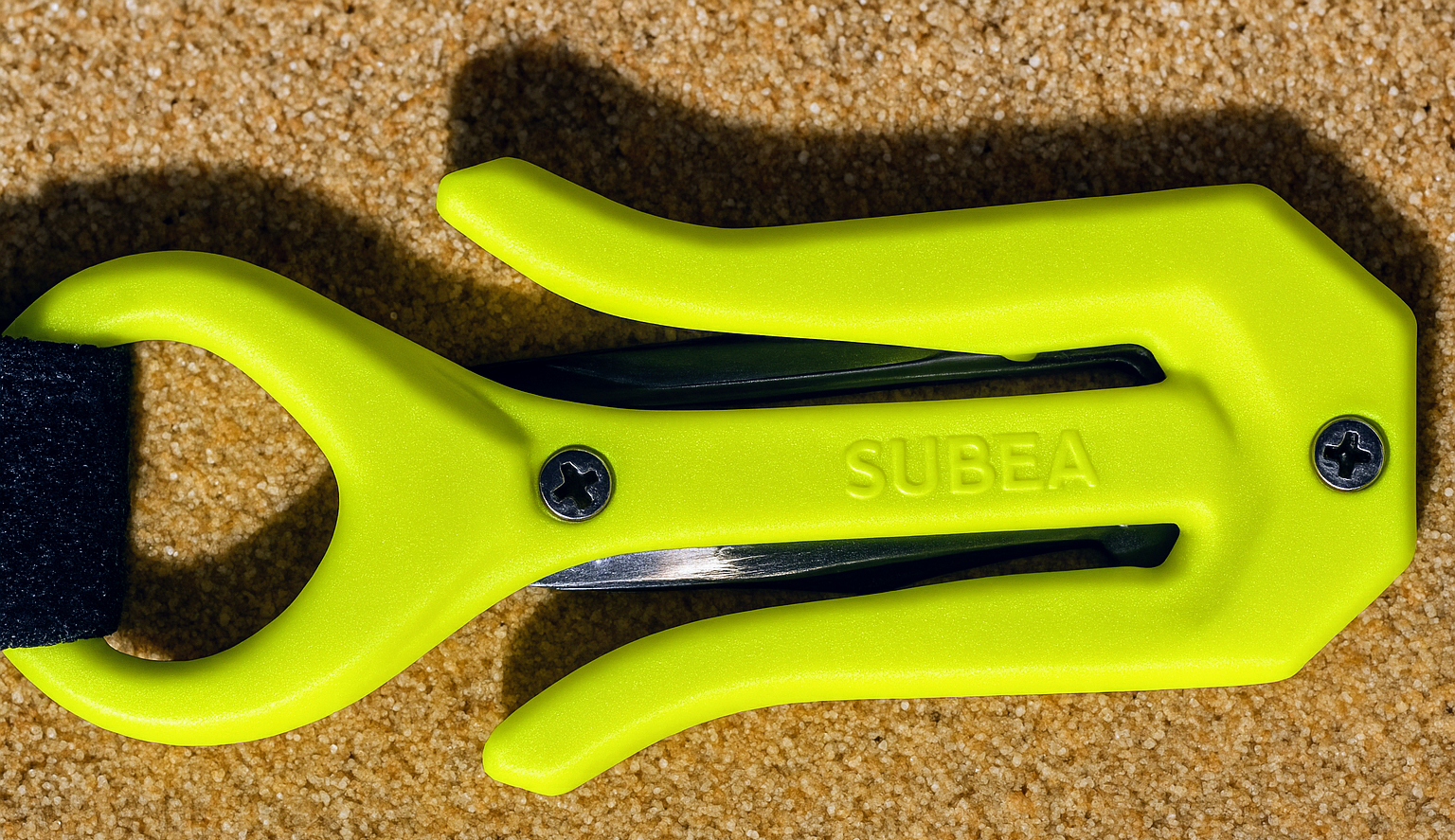
Coupe-ligne utilisé pour se libérer rapidement d'un filet fantôme ou d'une ligne de pêche perdue.

Le plongeur en apnée, n'emportant pas l'équipement lourd d'un plongeur bouteille, est beaucoup moins exposé au risque d'enchevêtrement. Ainsi, les outils de coupe ne sont habituellement pas portés dans les zones sûres, en eaux claires. Toutefois, en pêche sous-marine ou lors d'une plongée dans une zone comprenant un nombre important de filets de pêche fantômes ou de lignes de pêche perdues, le port d'un outil de coupe s'avère indispensable. La turbidité de l'eau ou l'évolution dans des milieux retenant facilement les filets fantômes, tels les forêts de laminaires, augmentent le risque pour l'apnéiste. Un outil de coupe permet également de couper une combinaison lors d'une situation d'urgence. Selon le type de plongée ou la préférence de l'apnéiste, cet outil peut être un couteau de plongée, un coupe-ligne ou une cisaille de plongée.

### Autres équipements
- Montre, profondimètre et ordinateur d'apnée
- Débordoir à requins
- Gueuse

## Sécurité
(avril 2017).

### Règles générales
Sans respecter les règles de sécurité, la pratique de l'apnée et notamment de l'apnée sportive, présente des risques importants (rendez-vous syncopal des sept mètres, syncopes), pouvant conduire à des accidents graves. En apnée sportive, l'apnée no limit et l'apnée statique représentent presque la totalité des accidents et des décès. Il convient donc d'adopter une pratique raisonnable et une approche tournée vers l'intégrité du sportif.
L'apnée doit impérativement se pratiquer sous la surveillance d'une personne formée au sauvetage. La progression doit se faire doucement. La sécurité passe par la connaissance de ses capacités et la constance de sa pratique. L'apnéiste doit être à l'écoute de ses sensations.
La première des règles de sécurité en apnée est de ne jamais plonger seul, quelle que soit la profondeur explorée ou l'activité pratiquée (chasse sous-marine, photographie...). Plonger en binôme permet au plongeur resté en surface de se préparer à sa prochaine descente tout en ne quittant pas son camarade des yeux afin d'intervenir rapidement en cas de problème. Idéalement, tout apnéiste devrait être compétent en sauvetage.

### Hyperventilation et syncope hypoxique
| - Plongée en apnée sans hyperventilation. Le seuil de rupture d'apnée est atteint avant la possibilité de syncope hypoxique. - Plongée en apnée après hyperventilation. La zone de possibilité de syncope hypoxique est atteinte avant le seuil de rupture d'apnée. |

Il est dangereux d'hyperventiler avant de plonger. L'hyperventilation consiste en une augmentation du rythme (plus de 15 cycles respiratoires par minute, contre 12 en moyenne au repos) et éventuellement de l'amplitude des mouvements respiratoires pendant une durée variable. Elle a pour effet de réduire, avant la plongée, la pression partielle de dioxyde de carbone dans l'air alvéolaire et donc de lutter contre l'hypercapnie. Or c'est cette hypercapnie qui provoque l'atteinte du seuil de rupture d'apnée avant d'atteindre le stade de l'hypoxie sévère, qui peut à son tour conduire à une syncope hypoxique. Un autre effet secondaire est l'alcalose respiratoire, augmentation du pH sanguin qui se traduit par une paresthésie périphérique (trouble de la sensibilité tactile) et une vasoconstriction, notamment cérébrale, susceptible d'entraîner une sensation de faiblesse, de migraine, de nausée, voire des pertes de connaissance (spasmophilie).

### Formation au sauvetage
La plupart des écoles forment leurs adhérents à secourir un autre apnéiste : par exemple, le RIFA (réactions et intervention face aux accidents subaquatiques) en apnée est proposé par la Fédération française d'études et de sports sous-marins (FFESSM), qui donne des bases, tandis que le brevet national de sécurité et de sauvetage aquatique (BNSSA) fait partie du CV minimum des encadrants professionnels, en plus du brevet d'État d'éducateur sportif en plongée subaquatique qui est obligatoire. Dans les niveaux d'apnée décernés notamment par l'Association internationale pour le développement de l'apnée (AIDA), l'enseignement du sauvetage est également dispensé. Dans tous les cas, il est vivement recommandé à tous les pratiquants et encadrants en apnée de se former au sauvetage auprès d'un club de la Fédération française de sauvetage et de secourisme par exemple, en plus d'acquérir les techniques de base du sauvetage en apnée.

### Formation requise pour encadrer la pratique
En France, le code du sport impose pour enseigner l'apnée à titre professionnel d'être titulaire d'un brevet d'État en plongée subaquatique. Pour des raisons de sécurité, les autres brevets d'État relatifs à la natation, aux activités aquatiques ou au sauvetage, comme les monitorats fédéraux ou associatifs ne permettent pas d'enseigner l'apnée à titre professionnel.

### Cas de l'apnée sportive
Devant les dangers de la course aux records, certaines disciplines sont reconnues comme particulièrement dangereuses et à l'origine de nombreux accidents et syncopes ayant entraîné des décès. C'est notamment le cas de l'apnée statique et de l'apnée no limit, popularisée par le film Le Grand Bleu et plus largement de l'ensemble des disciplines de l'apnée en poids variable. Ainsi, la plongée avec skandalopetra est la seule discipline d'apnée en poids variable qui fait encore l'objet de compétitions organisées par la CMAS. Pour les autres disciplines, seuls les records peuvent être enregistrés. En effet, il est difficile pour les fédérations sportives de cautionner les risques pris par certains athlètes. L'homologation du record d'Audrey Mestre en apnée no limit à titre posthume, par une association créée par son compagnon, a donné lieu à une polémique à ce sujet. L'AIDA ayant refusé d'enregistrer ce record. Pour la même raison, le record d'Herbert Nitsch établi le 6 juin 2012, également en apnée no limit, à 253,2 mètres n'est pas reconnu par les fédérations sportives en raison d'un accident de décompression. Les fédérations d'apnée refusent aujourd'hui de reconnaître tout record établi dans cette discipline.

## Compétition et records
Diverses disciplines de l'apnée sportive se pratiquent en compétition et mettent en œuvre plusieurs aptitudes physiques, notamment le contrôle des réflexes respiratoires, l'activité musculaire et la compensation.
| Type           | Variante                   | Contrôle des réflexes respiratoires | Activité musculaire                  | Compensation |
| -------------- | -------------------------- | ----------------------------------- | ------------------------------------ | ------------ |
| Statique (STA) | Statique (STA)             | Oui                                 | Non                                  | Non          |
| Dynamique      | Sans palmes (DNF)          | Oui                                 | Oui                                  | Non          |
| Dynamique      | Monopalme (DYN)            | Oui                                 | Oui                                  | Non          |
| Dynamique      | Bi-palmes (DYNB ou DYN-BF) | Oui                                 | Oui                                  | Non          |
| Dynamique      | Sous glace                 | Oui                                 | Oui                                  | Non          |
| Poids variable | Avec palmes (VWT)          | Oui                                 | Oui à la remontée, Non à la descente | Oui          |
| Poids variable | Skandalopetra, sans palmes | Oui                                 | Oui à la remontée, Non à la descente | Oui          |
| Poids variable | No limits (NLT)            | Oui                                 | Non                                  | Oui          |
| Poids constant | Immersion libre (FIM)      | Oui                                 | Oui                                  | Oui          |
| Poids constant | Sans palmes (CNF)          | Oui                                 | Oui                                  | Oui          |
| Poids constant | Monopalme (CWT)            | Oui                                 | Oui                                  | Oui          |
| Poids constant | Bi-palmes (CWTB ou CWT-BF) | Oui                                 | Oui                                  | Oui          |

Parmi ces disciplines, certaines font l'objet de compétitions, de championnats, tandis que pour d'autres, seuls les records sont reconnus.
La Confédération mondiale des activités subaquatiques (CMAS) et l'Association internationale pour le développement de l'apnée (AIDA) sont les deux grandes organisations organisant la compétition au niveau mondial et enregistrant les records d'apnée. La CMAS est également reconnue par le Comité international olympique (CIO).
En France, la Fédération française d'études et de sports sous-marins (FFESSM), branche locale de la CMAS, a reçu une délégation de l'État pour le développement de l'apnée au sein du mouvement sportif français. À ce titre, elle homologue les records officiels français.

### Apnée statique

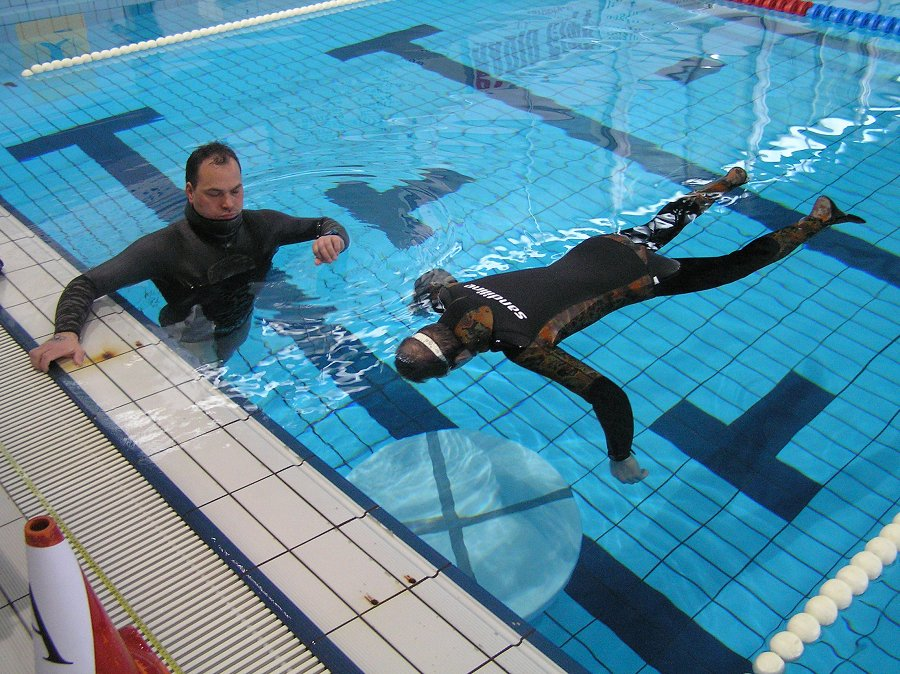
Apnée statique en piscine.

L'apnée statique (STA pour static apnea) consiste à immerger le plus longtemps possible ses voies respiratoires tout en restant immobile afin de consommer le moins d'oxygène possible. Cette discipline repose exclusivement sur le contrôle des réflexes respiratoires et le développement de ses capacités pulmonaires. Les records d'apnée statique sont basés sur le temps d'apnée.
| Genre | Date         | Apnéiste           | Nationalité | Performance |
| ----- | ------------ | ------------------ | ----------- | ----------- |
| Femme | 29 juin 2013 | Natalia Molchanova | Russie      | 9 min 02 s  |
| Homme | 8 juin 2009  | Stéphane Mifsud    | France      | 11 min 35 s |

### Apnée dynamique
L'apnée dynamique, avec ou sans palmes (DYN pour dynamic apnea with fins, DYNB pour dynamic apnea with bifins, ou DNF pour dynamic apnea without fins), consiste à parcourir la plus longue distance horizontalement. En plus du contrôle des réflexes respiratoires et du développement de ses capacités pulmonaires, cette discipline engage fortement les capacités musculaires de l'apnéiste. L'apnée dynamique sous glace ajoute à ces difficultés la gestion du froid et l'impossibilité pour l'apnéiste de refaire surface lorsqu'il le souhaite. Le demi-fond de l'apnée (S&E apnea pour speed-endurance apnea) consiste à nager successivement un nombre décidé à l'avance de longueurs de bassin, le plus vite possible. Les compétitions se pratiquent généralement sur seize fois cinquante mètres (END 16x50 pour 800m endurance apnea). C'est l'apnéiste qui décide de son temps de récupération entre chaque longueur de bassin, de manière à obtenir le temps total le plus court possible. L'endurance n'est pas une discipline officiellement reconnue, mais des apnéistes tentent d'établir des références comme le nombre de bassins parcourus en une heure (avec ou sans palmes), en 6, 12 ou 24 heures (avec palmes), en performance individuelle, en relais, ou encore le nombre de secondes de respiration sur une heure.
| Discipline                        | Genre | Date          | Apnéiste                 | Nationalité | Performance |
| --------------------------------- | ----- | ------------- | ------------------------ | ----------- | ----------- |
| Apnée dynamique avec palmes (DYN) | Femme | 10 avril 2022 | Magdalena Solich-Talanda | Pologne     | 277 m       |
| Apnée dynamique monopalme (DYN)   | Femme | 11 juin 2016  | Alessia Zecchini         | Italie      | 250 m       |
| Apnée dynamique bipalmes (DYNB)   | Femme | 21 juin 2019  | Alessia Zecchini         | Italie      | 228,15 m    |
| Apnée dynamique sans palmes (DNF) | Femme | 19 juin 2019  | Julia Kozerska           | Pologne     | 196,95 m    |
| Apnée dynamique sous glace        | Femme | 19 mars 2021  | Johanna Nordblad         | Finlande    | 103 m       |
| Apnée dynamique monopalme (DYN)   | Homme | 22 juin 2019  | Mateusz Malina           | Pologne     | 316,53 m    |
| Apnée dynamique bipalmes (DYNB)   | Homme | 27 mars 2022  | Mateusz Malina           | Pologne     | 290 m       |
| Apnée dynamique sans palme (DNF)  | Homme | 21 juin 2019  | Guillaume Bourdila       | France      | 236 m       |
| Apnée dynamique sous glace        | Homme | 7 mars 2022   | Arthur Guérin-Boëri      | France      | 105 m       |

### Apnée en poids constant

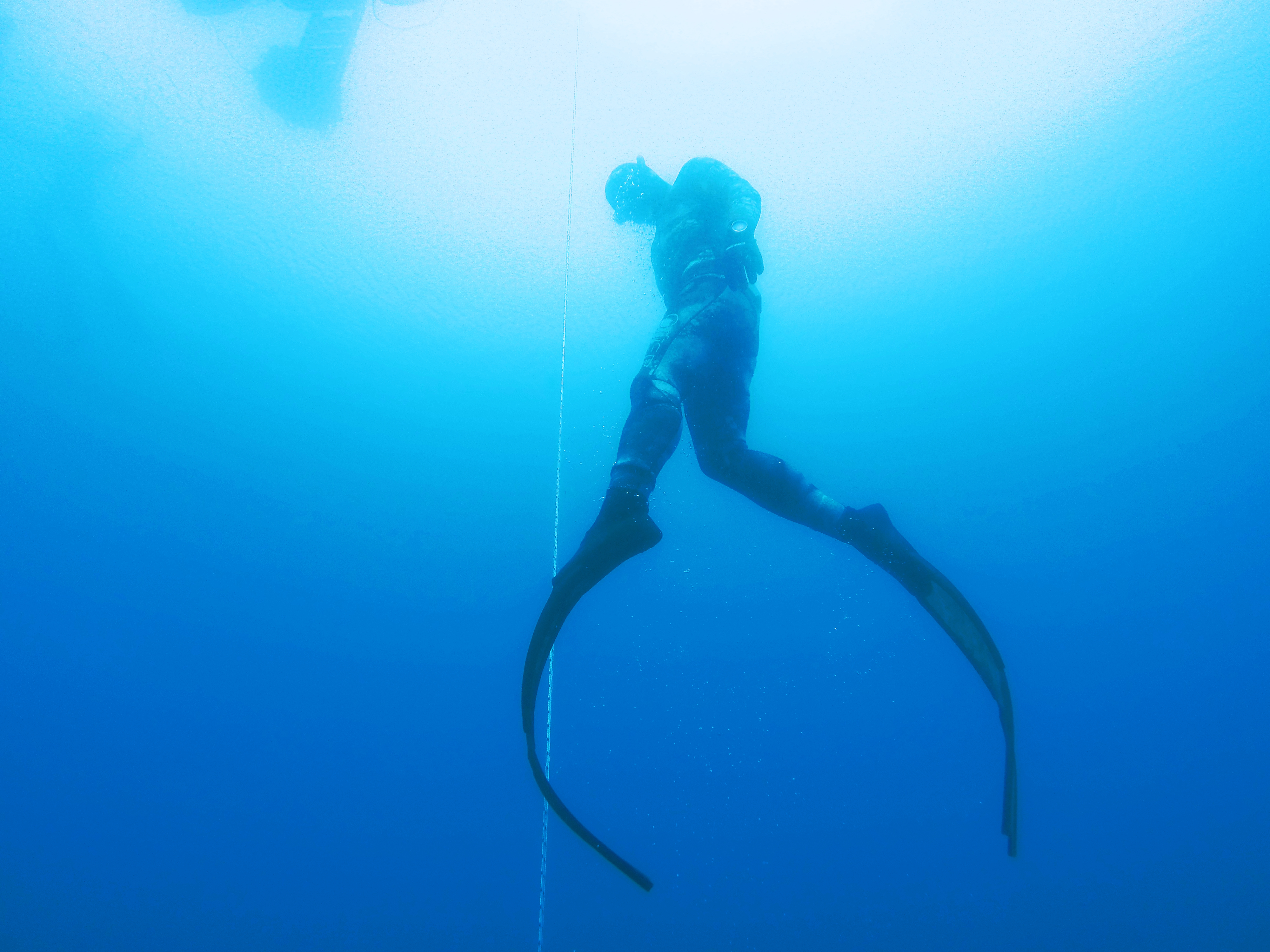
Phase de remontée en apnée en poids constant.

L'apnée en poids constant voit l'apnéiste descendre le plus profondément possible, puis remonter à la seule force des muscles des jambes et des bras, sans variation de poids. Aux contrôles des réflexes respiratoires, développement de ses capacités pulmonaires et capacité musculaires de l'apnéiste s'ajoute la performance dans l'équilibrage de la pression propre à l'apnée en profondeur. Elle peut se pratiquer en nageant avec ou sans palmes (CWT pour constant weight apnea, CWTB pour constant weight apnea with bifins, ou CNF pour constant weight apnea without fins). Elle peut également se pratiquer en immersion libre (FIM pour free immersion apnea) toujours uniquement à la force de ses muscles mais sans nager, en tirant sur le câble à la seule force des bras, à la descente comme à la remontée.
| Discipline                                | Genre | Date            | Apnéiste          | Nationalité      | Performance |
| ----------------------------------------- | ----- | --------------- | ----------------- | ---------------- | ----------- |
| Apnée en immersion libre (FIM)            | Femme | 17 juillet 2021 | Alessia Zecchini  | Italie           | 101 m       |
| Apnée en poids constant monopalme (CWT)   | Femme | 21 juillet 2021 | Alenka Artnik     | Slovénie         | 122 m       |
| Apnée en poids constant bi-palmes (CWTB)  | Femme | 29 mars 2023    | Alessia Zecchini  | Italie           | 109 m       |
| Apnée en poids constant sans palmes (CNF) | Femme | 16 juillet 2021 | Alessia Zecchini  | Italie           | 74 m        |
| Apnée en immersion libre (FIM)            | Homme | 21 juillet 2023 | Alexey Molchanov  | Russie           | 133 m       |
| Apnée en poids constant monopalme (CWT)   | Homme | 21 aout 2023    | Alexey Molchanov  | Russie           | 136 m       |
| Apnée en poids constant bi-palmes (CWTB)  | Homme | 6 juillet 2025  | Arnaud Jerald     | France           | 126 m       |
| Apnée en poids constant sans palmes (CNF) | Homme | 21 juillet 2016 | William Trubridge | Nouvelle-Zélande | 102 m       |

### Apnée en poids variable
L'apnée en poids variable consiste à atteindre la profondeur la plus importante à l'aide d'une gueuse pesant entre quinze et trente kilogrammes, fixée sur le câble et pouvant se déplacer verticalement. Selon le type de matériel, la descente peut être contrôlée par un frein. Seule sa forme traditionnelle ancienne, sans palme, la plongée à l'aide d'une skandalopetra, fait toujours l'objet de compétitions. Pour les autres catégories (VWT et NLT), seuls les records peuvent être homologués, hors compétition, en raison de la dangerosité de la pratique. L'apnée en poids variable permet de limiter l'engagement musculaire et donc de réduire la consommation d'oxygène, ce qui a pour but d'augmenter la profondeur atteinte par rapport à l'apnée en poids constant. En revanche, elle rend l'apnéiste tributaire du matériel utilisé. Dans sa forme moderne classique (VWT pour variable weight apnea), la remontée s'effectue à la palme ou en se tirant au câble. Cette variante est considérée comme moins dangereuse que le no limit car l'apnéiste n'est pas tributaire du bon fonctionnement du parachute lors de la remontée. Le no limit (NLT pour no-limits apnea) est la variante dans laquelle les plus grandes profondeurs sont atteintes. La descente se fait toujours à l'aide d'une gueuse, mais la remontée est possible grâce au parachute, un ballon rempli par l'apnéiste avec une bouteille d'air fixée à la gueuse, ou flotteur rigide dans le cas du dispositif du record de Herbert Nitsch. Il s'agit de se concentrer alors exclusivement sur le contrôle de ses réflexes pulmonaires et sur l'équilibrage de la pression.
| Discipline                                | Genre | Date            | Apnéiste            | Nationalité | Performance |
| ----------------------------------------- | ----- | --------------- | ------------------- | ----------- | ----------- |
| Skandalopetra sans palmes                 | Femme | 18 mai 2012     | Karol Meyer         | Brésil      | 68,9 m      |
| Apnée en poids variable avec palmes (VWT) | Femme | 18 octobre 2015 | Van Den Broek Nanja | Pays-Bas    | 130 m       |
| Apnée no limit (NLT)                      | Femme | 17 août 2002    | Tanya Streeter      | États-Unis  | 160 m       |
| Skandalopetra sans palmes                 | Homme | 26 juin 2014    | Andreas Güldner     | Allemagne   | 112 m       |
| Apnée en poids variable avec palmes (VWT) | Homme | 28 mars 2023    | Alexey Molchanov    | Russie      | 156 m       |
| Apnée no limit (NLT)                      | Homme | 14 juin 2007    | Herbert Nitsch      | Autriche    | 214 m       |

### Apnéistes célèbres
- Haggi Statti
- Jacques Mayol (1927-2001)
- Enzo Maiorca (1931-2016)
- Francisco Ferreras dit « Pipin » (1962-)
- Natalia Molchanova (1962-2015)
- Umberto Pelizzari (1965-)
- Débora Andollo (1967-)
- Herbert Nitsch (1970-)
- Loïc Leferme (1970-2007)
- Patrick Musimu (1970-2011)
- Tanya Streeter (1973-)
- Audrey Mestre (1974-2002)
- Pierre Frolla (1975-)
- Carlos Coste (1976-)
- Tom Sietas (1977-)
- Martin Štěpánek (1977-)
- William Trubridge (1980-)
- Guillaume Néry (1982-)
- Mateusz Malina (1986-)
- Alexey Molchanov (1987-)
- Stéphane Tourreau (1987-)
- Alessia Zecchini (1992-)
- Guillaume Bourdila (1994-)

#### Apnéistes algériens
- Alouach Abdelatif

#### Apnéistes belges
- Patrick Musimu
- Jean-Pol François

#### Apnéistes cubains
- Débora Andollo
- Francisco Ferreras dit « Pipin »

#### Apnéistes français
- Aurore Asso, record de France 2012 en apnée en poids constant et record en apnée sous glace en 2015
- Michel Bader, record du monde en apnée statique en 1991 ; visible sur quatre livres Guinness entre 1992 et 1995[réf. nécessaire]
- Morgan Bourc'his, spécialiste du poids constant sans palmes et champion du monde de la discipline en 2013
- Guillaume Bourdila, record du monde d'apnée dynamique sans palmes (DNF) CMAS 2019
- Benoît Conem, champion de France d'apnée statique 2011
- Jeff Coulais, record du monde en apnée dynamique 1997
- Alexis Duvivier, record du Monde d'apnée dynamique avec palmes CMAS, champion du Monde d'apnée dynamique avec palmes en 2015
- Arthur Guérin-Boëri, Record du Monde d'apnée dynamique sans palmes CMAS, Champion du Monde 2013 et 2015, Record du Monde du Jump Blue (JB) 201 m
- Sophie Jacquin, championne de France d'apnée au classement général en 2013, vice-championne du monde CMAS d'apnée statique en 2013, record du monde d'apnée statique CMAS en 2011
- Arnaud Jerald, champion de France et record de France 2017 en bi-palmes 83 m[81], records du monde de descente en bi-palmes (112 m le 15 septembre 2020, à Kalamata en Grèce[82], 116 m le 14 juillet, puis 117 m le 17 juillet 2021 lors de la compétition Vertical Blue aux Bahamas[75]).
- Loïc Leferme, Records mondiaux (apnée No Limit) : en 1999 (137 m), en 2000 (152 m), en 2001 (154 m), en 2002 (162 m), en 2004 (171 m). Loïc décède par noyade le 11 avril 2007, lors d'un accident technique à l’entrainement en rade de Villefranche-sur-Mer.
- Andy, de 1992 à 2001, a battu ou établi 14 records du monde, dans des disciplines diverses (apnée statique 7 min 35 s, statique sur 1 h 59 min 10 s, dynamique bi-palmes 164 m, idem sur 24 h/44 km et quelques records de France ou Europe en profondeur ( immersion libre )
- Christian Maldamé
- Jacques Mayol
- Pascal Mazé, spécialiste apnée endurance - (apnée statique et dynamique). 1er record de l'heure en bassin de 25 m avec 3,15 km le 28 janvier 2017[83]. Recordman du monde de marche en apnée (marche subaquatique) avec 84,03 m le 29 février 2020[84].
- Franck Mességué, record du monde actuel des 24 h d'apnée en poids constant, recordman du monde en poids constant 1989 et en apnée statique 1988
- Audrey Mestre, apnée dite « No Limit ». Audrey Mestre décède le 4 octobre 2002 du fait d'un accident technique lors d'une plongée à 171 m au large Bayahibe en République Dominicaine.
- Stéphane Mifsud, record du monde apnée dynamique et statique
- Alice Modolo, vice-championne du monde de poids constant en septembre 2019[85]
- Guillaume Néry, apnée en poids constant
- Frédéric Sessa, record du monde CMAS, record de France et d'Europe apnée dynamique sans palmes 207 m, champion de France et d'Europe 2009, champion du monde 2011
- Christophe Bruel, recordman de sélections en équipes de France (FFESSM et AIDA)
- Thibault Guignes, 11 fois recordman de France en Immersion Libre (120 m), Champion d'Europe 2021[réf. nécessaire]

#### Apnéistes italiens
- Umberto Pelizzari
- Enzo Maiorca
- Raimondo Bucher (it)
- Gianluca Genoni (it)
- Stefano Makula (it)
- Paola Tagliabue (1976-)

#### Apnéistes russes
- Alexey Molchanov, record du monde de descente en bi-palmes (111 m lors d'une plongée de 4 min 10 secondes le 14 septembre 2020, à Krk en Croatie).
- Natalia Molchanova, qui détient tous les plus récents records féminins en apnée statique.

#### Apnéistes suisses
- Loïc Vuillemin, 24 records nationaux et premier Suisse à atteindre 100 mètres sans assistance mécanique.

### Apnéistes de sécurité célèbres
- Stephen Keenan (1977-2017)

## Dans la fiction

### Bande dessinée
- Ama le souffle des femmes, au pays des plongeuses de Cécile Becq et Franck Manguin (2020)

### Cinéma
- L'apnée No Limit fut popularisée par le film de Luc Besson, Le Grand Bleu (1988).
- Alki David réalise en 2004 le film The Freediver, bleu comme l'océan, sur l'histoire d'une jeune grecque s’entraînant pour battre le record du monde AIDA en apnée.
- James Cameron devait réaliser un film intitulé The Dive sur l'histoire de Francisco « Pipin » Ferreras et Audrey Mestre, dont la sortie était prévue en 2012[86]. Finalement, il doit se concentrer sur Avatar : la Voie de l'eau et c'est Martin Campbell qui doit réaliser le film[87].
- Le film Sous emprise (No limit dans la version anglaise) de David M. Rosenthal, sorti sur Netflix en septembre 2022, est inspiré de l'histoire de l'apnéiste Audrey Mestre, morte lors d'une plongée en 2002[88].
- Le documentaire En Apnée : Traversée sous la glace (Hold Your Breath : The Ice Dive en anglais), sorti sur Netflix en 2022, suit [Johanna Nordblad (en) dans sa tentative de battre le record du monde d'apnée sous glace.
- Le documentaire Au plus profond (The Deepest Breath en anglais), sorti sur Netflix en 2023 et réalisé par Laura McGann, retrace le parcours de Stephen Keenan et Alessia Zecchini.